# شخصية وسمعة بولس الأول ملك روسيا
بول الأول من روسيا، المعروف أيضًا باسم القيصر بول، حكم كإمبراطور لروسيا من سنة 1796 إلى سنة 1801. خلف والدته كاترين العظمى، وبدأ فورًا مهمة لإلغاء إرثها. كان لدى بول عداء عميق تجاه والدته وأفعالها كإمبراطورة. ألغى بسرعة العديد من مراسيم كاترين، وشوّه ذكراها وحاول رفع سمعة والده بطرس. كانت كاترين متعاطفة مع النبلاء الروس، أما بول فاتبع نهجًا مختلفًا؛ حيث ألغى العديد من الامتيازات الممنوحة للنبلاء، معتبرًا إياهم ضعفاء وغير منظمين وغير منضبطين. خلق هذا التغيير في السياسات توترات في الطبقة الحاكمة.
بالإضافة إلى هذه التغييرات الثقافية، نفذ بول إصلاحات واسعة في الجيش الإمبراطوري الروسي. كان يتمتع بأسلوب قيادة صارم ومنظم عندما كان دوقًا كبيرًا، حيث كان يُدرب قواته المنزلية باستمرار. وبصفته قيصرًا، أنشأ نظامًا عسكريًا قاسيًا تميز بالتدريبات المستمرة والعقوبات الشديدة على المخالفات البسيطة. كان الضباط (الذين يمكن أن يبلغ عنهم الجنود الأدنى رتبة بشكل مجهول) عرضة لعقوبات فورية.
وأحيانًا كان بول يقوم بالضرب بنفسه، وتعرض بعض الضباط للنفي إلى سيبيريا أو الطرد من الخدمة. أُعيد تصميم زي الجيش على الطراز البروسي، والذي تعرض لانتقادات بأنه ضيق وغير عملي. وُلي اهتمام دقيق لتفاصيل مثل الشعر المشمع.
وبالتالي أدت إصلاحات بول الشاملة وأساليبه الاستبدادية إلى عزله عن شرائح مختلفة من المجتمع، مما أدى في النهاية إلى سقوطه. تم عزله في انقلاب بالقصر واغتيل.
لاحظ المراقبون المعاصرون، بما في ذلك أطباؤه، أن بول بدا متوترًا باستمرار وسريع الغضب. تم قبول هذه التقييمات بشكل عام من قبل المؤرخين في القرن التاسع عشر وأوائل القرن العشرين؛ ومع ذلك، شكك البحث الحديث في صحة تشخيص حالته النفسية بعد قرنين من الزمان، وربما لم تكن مذكرات المؤرخين السابقين محايدة. بسبب المخاوف المتعلقة بشرعية حكام رومانوف اللاحقين، كان النقاش حول شخصية بول محدودًا حتى القرن العشرين. ويقول بعض الباحثين إن المراسلات الدبلوماسية المعاصرة توفر رؤى أكثر موثوقية.
هناك إجماع بين المؤرخين على أن بول ربما كان يعاني من نوع من عدم الاستقرار النفسي أو اضطراب طيفي، لكن مدى تأثير ذلك على حكمه أو سياساته محل نقاش. وعلى الرغم من أن صحته النفسية أثرت بوضوح على أفعاله، فإن المؤرخين المعاصرين يعترفون أيضًا بسياساته الإيجابية.

## الخلفية

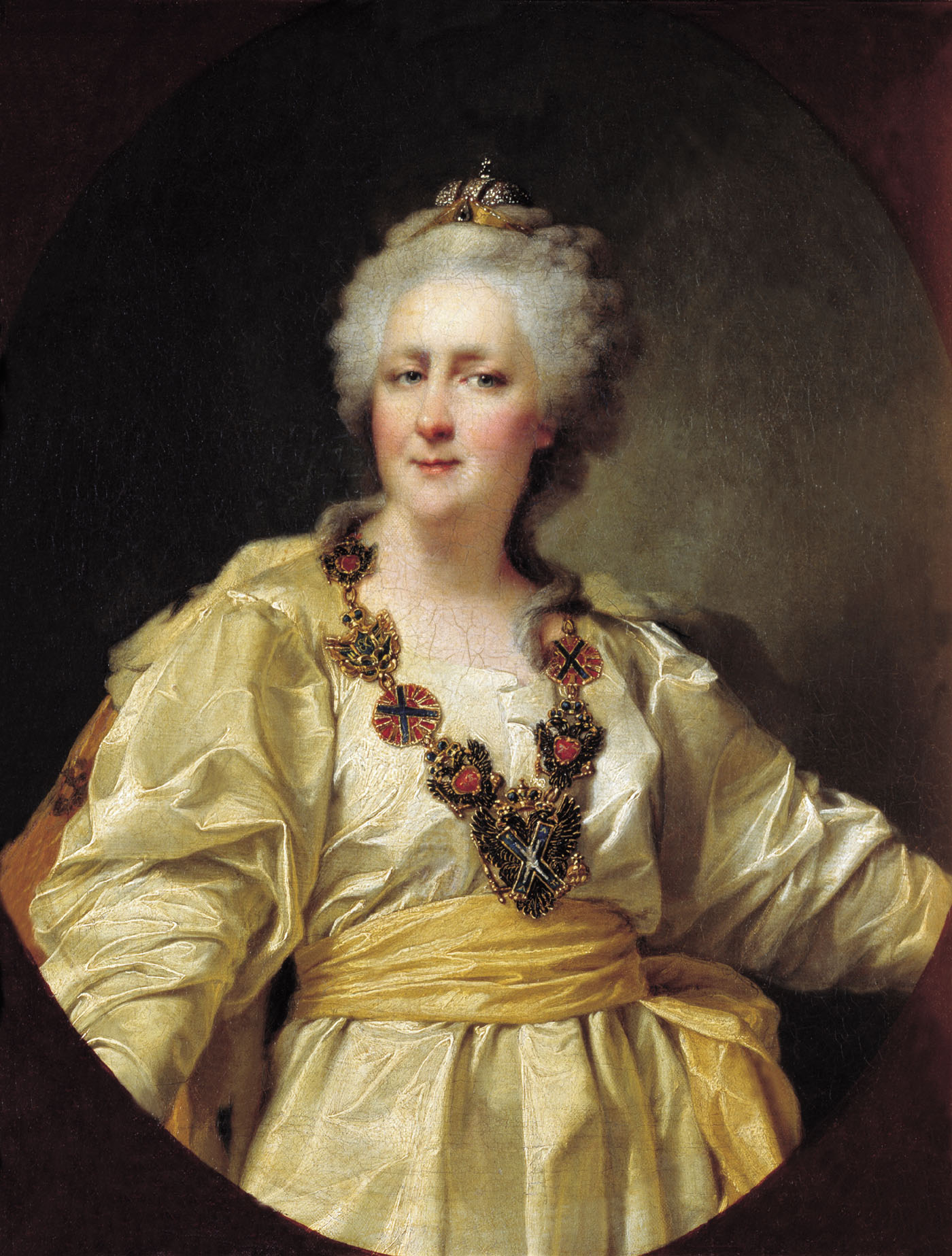
1794 صورة كاترين العظيمة بواسطة ديمتري ليفيتسكي

وُلد بول سنة 1754، وكان ابن الإمبراطور بطرس الثالث وكاترين العظمى. بعد ستة أشهر من اعتلاء بطرس العرش، شاركت كاترين في انقلاب ناجح ضد زوجها؛ حيث تم خلع بطرس ومات في السجن.
خلال حكم كاترين، شهدت روسيا نهضة شاملة. توسعت جغرافيًا واقتصاديًا، وزادت اتصالاتها مع أوروبا الغربية ونالت اعترافًا كقوة عظمى. توسع الإمبراطورية الروسية من خلال الفتوحات والدبلوماسية. هُزمت الإمبراطورية العثمانية في الحروب الروسية – العثمانية، وتم استعمار نوفوروسيا على البحر الأسود وبحر آزوف. تم تقسيم الكومنولث البولندي – الليتواني في الغرب، وحصلت الإمبراطورية الروسية على الحصة الأكبر.
أصلحت كاترين إدارة الحكومات المحلية الروسية. وبصفتها من المعجبين ببطرس الأكبر، واصلت تحديث روسيا على النمط الأوروبي الغربي. ومع ذلك، استمرت الاقتصاد الروسي والجيش في الاعتماد على نظام القنانة، وزادت مطالب الدولة والملاك الخاصين من استغلال الأقنان. أدى ذلك إلى عدد من تمردات الفلاحين خلال فترة حكم كاترين، بما في ذلك تمرد بوغاتشيف واسع النطاق.
يُعتبر حكمها عصرًا ذهبيًا لروسيا. وقد حرر مرسوم "حرية النبلاء"، الذي صدر خلال حكم بطرس الثالث وأكدته كاترين، النبلاء الروس من الخدمة العسكرية أو الحكومية الإلزامية. دعمت كاترين بحماس أفكار عصر التنوير، ووُصفت بأنها مستبدة مستنيرة. في سنة 1789، قرب نهاية حكم كاترين، اندلعت الثورة في فرنسا وأُعدم لويس السادس عشر. أرسلت الثورة صدمات إلى القوى الأوروبية الأخرى، وتخلت كاترين عن العديد من مبادئ التنوير التي كانت قد دعمتها سابقًا.

## ولي العهد
كان يُتوقع أن يكون بول دستوريًا مستنيرًا يرقى إلى السمعة العسكرية لسلفه بطرس الأكبر.
وقيل إن سلوكه كان غريب الأطوار قبل اعتلائه العرش، وغالبًا ما اتخذ شكل نوبات غضب. طرد بول فصيلًا عسكريًا لأنه أضاع أمرًا، وهدد بضرب بستانيه بعصا. بلغ سن الرشد القانوني عام 1772، لكنه لم يتولَ أي مناصب رسمية بسبب سلوكه.
كما لاحظ الدبلوماسيون الأجانب مزاج بول المتقلب، وكتب ويتوورث عن "حدة طباعه". كان السفير النمساوي لويس كوبنزل قد عمل مع بول وكان على دراية بميله للغضب: "لا يعرف المرء على الإطلاق ماذا يتوقع من الدوق الكبير، فهو يغير لغته ومشاعره كل لحظة تقريبًا".
كتب كوبنزل أنه لم يرَ أي علامة تدل على أن الأمير يمتلك صفات القيادة الضرورية، وأعرب عن أمله في أن يتعلمها قريبًا.
وكتب ر. إ. ماكغرو: "كان ذلك أملًا ضعيفًا جدًا. كان بول يبلغ من العمر 42 عامًا، وقد ترسخت شخصيته منذ زمن طويل وقرر من هم أعداؤه". واعتقد المبعوث الفرنسي أن بول ربما كان مختلًا، وأفاد القائم بالأعمال الفرنسي ساباتيه دو كابر أن بول البالغ من العمر 14 عامًا:
"... يُعتقد أنه انتقامي، عنيد ومطلق في أفكاره. الخوف الوحيد هو أن يؤدي كبح جناحيه إلى جعل شخصيته حادة وعنيدة، وأن يُستبدل ذلك بالمكر والكراهية المكبوتة وربما الجبن، وأن الروح النبيلة التي كان من الممكن أن تتطور فيه قد تُخنق في النهاية بسبب الخوف الذي ألهمته فيه والدته دائمًا".

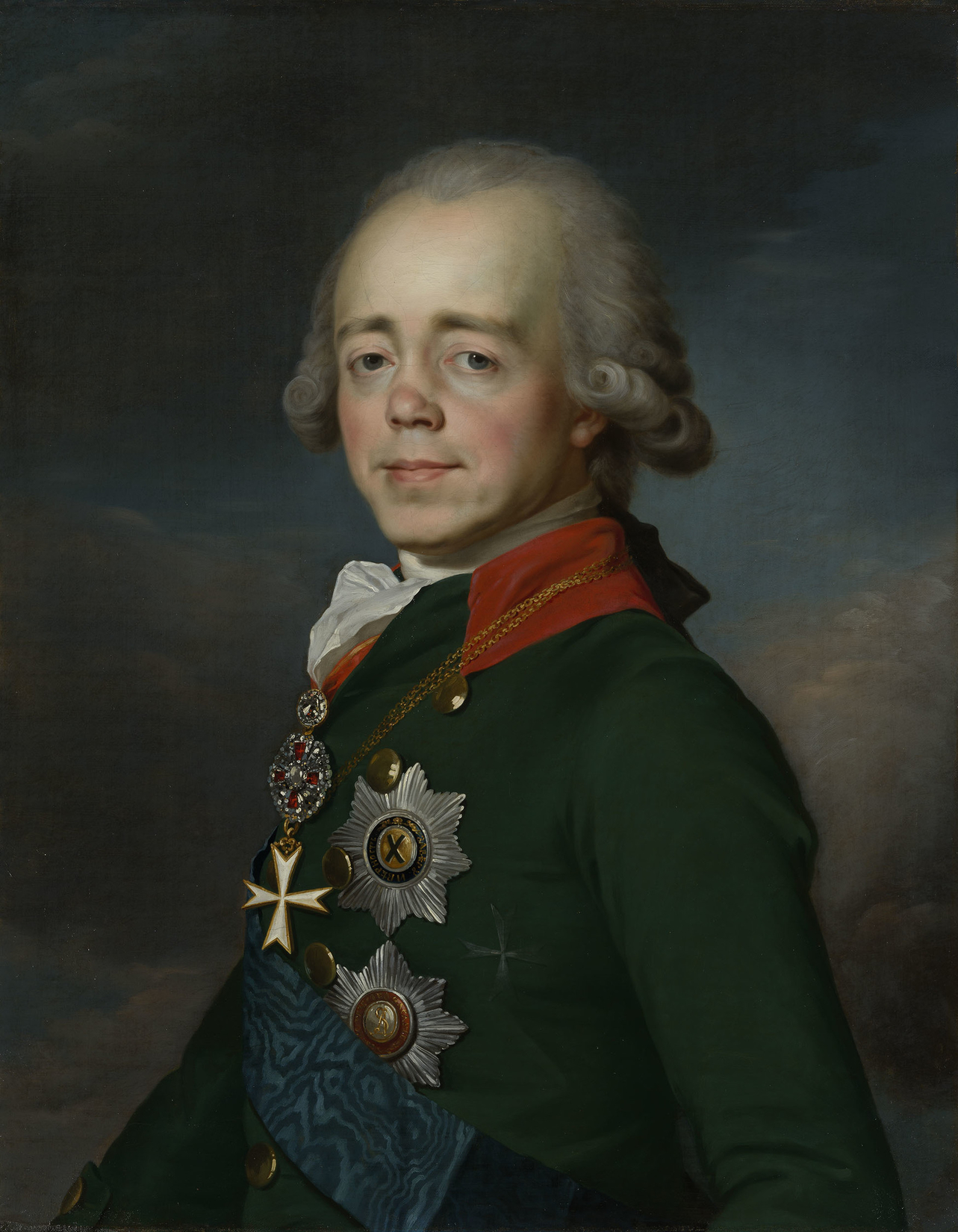
بول كدوق أكبر

كتب ماكغرو أن سمعة بول في السلوك المزعج ترسخت في سانت بطرسبرغ بحلول سنة 1794 بعد عدة حوادث في البلاط تتعلق بعلاقته مع يكاتيرينا نيليدوفا. كانت هذه القضية سبب نية كاترين تغيير وريثها الشرعي. قد تُعزى جذور طبيعة بول المتوجسة إلى نشأته الوحيدة.
كانت قد اعتلت كاترين العرش الإمبراطوري بعد خلع وقتل زوجها الإمبراطور بطرس الثالث، الذي كان رسميًا والد بول. أبعدت كاترين بول في قصر غاتشينا، وهو عقار ريفي بعيد عن سانت بطرسبرغ (ومركز السلطة)، وربما كانت تنوي استبدال بول بابنه ألكسندر كوريث لها؛ لكنها توفيت قبل أن يتم ذلك رسميًا. قضى بول معظم وقته في تنظيم فرقته، يستعرضها ويعاقبها بشكل استبدادي.

### علاقته مع والدته
ربما كان كره بول لكاترين نابعًا من اعتقاده بأنها متواطئة في الإطاحة بوالده بطرس الثالث واغتياله. كان الثوار سنة 1762 قد اقترحوا في البداية أن يكون بول الإمبراطور الجديد، على أن تكون كاترين وصية عليه؛ لكن هذا لم يتناسب مع خطط كاترين، مما يفسر نفيها شبه الكامل له إلى غاتشينا. كان هو وكاترين نقيضين؛ ويعتقد المؤرخ جيروم بلوم أن بول كان لديه "كراهية" لكاترين، التي "عاملته معاملة مشينة". ويوافق ب. دميتريشين على أن بول كان لديه "كراهية شديدة" تجاه والدته.

## الأيديولوجيا السياسية
أراد بول أن يؤكد السيادة المطلقة في مواجهة الثورة الفرنسية وأن يدافع عن السلطة الملكية التقليدية. كانت رؤيته السياسية، المزيج من الأبوية والاستبداد الشرعي، امتدادًا لتقاليد والدته وميزة شائعة بين الملوك في أواخر القرن الثامن عشر. استندت سياسات بول إلى عاملين: العزم على عكس سياسات والدته أو التخفيف منها أو القيام بـ "رفض بطولي" لها، والرفض الخائف لتأثير الثورة الفرنسية.
كانت أيديولوجية بول النظرية واستبداديته المستنيرة، في السياق الروسي، تقدمية. كان لويس الرابع عشر، وماكسيميليان دو بيثون، دوق سولي، وبطرس الأكبر وفريدريك الثاني من أبرز مؤثراته، لكن "الفجوة بين هذه النوايا العامة وما فعله بول كانت هائلة". كان اتساع رؤيته السياسية محدودًا بانشغاله بالتفاصيل الدقيقة.
"وجدوا أنه غالبًا ما كان غير متاح. ولا شك في أنه كان محبطًا وصعب التعامل معه، وكان يميل إلى ردود فعل مفاجئة وغير متوقعة، وكان سريع الغضب، ويفتقر تمامًا إلى الخبرة السياسية. كان أسلوبه في الكلام أحيانًا مليئًا بالتلميحات لدرجة الغموض، ولم يكن يحترم الأشخاص، وكان يمكن أن يكون انتقاميًا، متعاليًا، وغالبًا ما يكون مثيرًا للسخرية".
المذكرات المهمة تشمل مذكرات غولوفينا، غولوفكين، تشارلز ماسون (السكرتير الخاص للإسكندر)، الشاعر ورجل الدولة جافرِيلا ديرجافين، يكاتيرينا فورونتسوفا-داشكوفا (رفيقة كاترين الثانية) وسبلوكوف. جميعهم، باستثناء الأخير، انتقدوا بول بشدة؛ بينما يقول ماكغرو إن الدبلوماسيين "قدموا رؤية أكثر توازنًا".
كان كل ما يشير إلى المساواة أو الديمقراطية هدفًا له. يعتبر فاسيلي كليوتشيفسكي أن سياسات بول كانت قائمة على النظام والانضباط والمساواة، بينما أطلق مايكل دبليو. كوران وديفيد ماكنزي على حكمه وصف "الاستبداد المستنير".

## الاستبداد
تسببت مطالب بول بالخدمة المستمرة من نبلائه في نهاية المطاف بمقتله؛ فقد "أهان النبلاء، محولًا إياهم من رفقاء سلاح إلى ضحايا". أعطته كاترين أسيرًا تركيًا، إيفان بافلوفيتش كوتايسوف، الذي منحه بول لقب كونت روسي وأقطعه أرضًا كبيرة نكاية بالنبلاء. كان استبداده المتزايد في تناقض مباشر مع نشأته الدستورية:
"قلب بول الفكرة رأسًا على عقب. أغرق دواوينه بسيل من المراسيم المتناقضة... طالب بالامتثال الصارم لسلسلة لا تنتهي من المعايير السخيفة في اللباس والكلام والسلوك؛ وفي النهاية، خلق كابوس الحكم الاستبدادي وانعدام الأمان الشخصي الذي كان آل بانين يأملون بشدة في منعه".
كانت الأرستقراطية الروسية قد أصبحت غربية بالكامل تقريبًا، وكانت اللغة الفرنسية لغتهم الأولى. يبدو أن بول ربط بين رفاهية الأرستقراطية والإسراف، واعتقد أن سنوات الحكم المتساهل من حاكمة متسامحة قد جعلت الرجال (وخاصة النبلاء) ضعفاء وغير مسؤولين اجتماعيًا.
ركزت مراسيم بول على ما كان يراه فسادًا اجتماعيًا في صفوف النبلاء، وأراد أن يغرس فيهم انضباطًا أخلاقيًا جديدًا. في كتاب التاريخ الحديث الجديد لكامبريدج، كتب ج. م. ك. فيفيان أن العداء مع النبلاء كان متأصلًا في قياصرة روسيا بسبب ضعفهم أمام انقلابات القصر؛ وقد تفاقم هذا في حالة بول بسبب معاملة والدته التي دعمت الأرستقراطية.
لم يكن بول يثق بالنبلاء، خاصة أولئك الذين يقيمون في ضياعهم بدلًا من الحضور إلى البلاط.

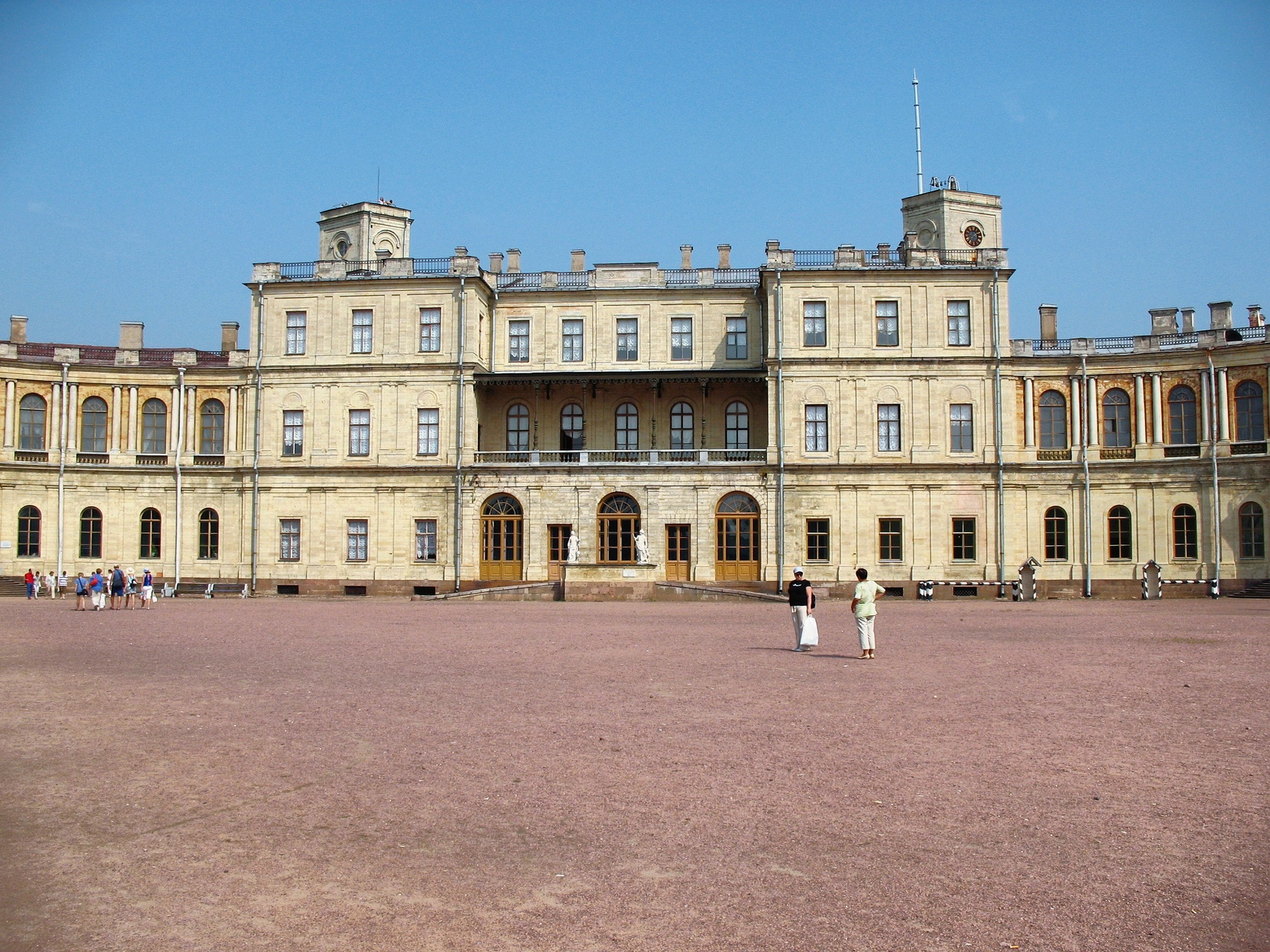
ساحة العرض خارج قصر جاتشينا في عام 2010

وبإلغاء سياسات كاترين، فرض بول قيودًا صارمة على الأرستقراطية. قال: "إن العظيم الوحيد في روسيا هو من أتحدث معه، وفقط طالما أتحدث إليه" (بغض النظر عن ميلاده أو مكانته)؛ وصف س. س. مونتيفيوري هذا التصريح بأنه "جدير بكاليغولا".
يقول د. ليفين إن العلاقة المثالية بين الإمبراطور وأتباعه التي تصورها بول "لم تمثل واقع روسيا في أواخر القرن الثامن عشر"، خصوصًا أنه كان يردد مقولة كاليغولا: "دعهم يكرهون طالما أنهم يخافون".
وقلص بول السلطة السياسية للأرستقراطية في كل الجوانب، وألغى إعفاءهم من العقوبات الجسدية. وصف ليفين هجوم بول على حريات الأرستقراطية بأنه محدود، لكنه كان كافيًا لدفعهم للتآمر ضده لاحقًا. ومع ذلك، يبدو أنه لم يكن هناك مقاومة تُذكر؛ فقد قال ويتوورث إنه في دول أخرى كان من الممكن مقاومة مراسيم بول المتهورة، لكن حيث "طبيعة الناس، وروح الخضوع التي لا تزال سائدة، بالكاد يُسمع همس بالاعتراض".
يشير ماكغرو إلى المفارقة أن الطبقة الوحيدة التي قاومت بول بالقوة كانت الأقنان، الطبقة التي حاول حمايتها. سُجلت حوالي 55 انتفاضة فلاحية بين وفاة كاترين في تشرين الثاني 1796 ورأس السنة، تلتها نحو 120 انتفاضة في الأشهر الثلاثة الأولى من 1797.

## معارضة الثورة الفرنسية
اتسم حكم بول بنفوره من الثقافة الفرنسية، متأثرًا بالثورة الفرنسية قبل سنوات. سعى إلى كبح انتشار الأفكار الثورية من خلال استهداف النفوذ الفرنسي في روسيا. قيد السفر إلى الخارج، واشترط على الزوار القادمين من فرنسا الحصول على جوازات صادرة من بيت بوربون.
اشتدت الرقابة وفرض بول قوانين صارمة على الموضة، محظرًا أي شيء يعتبر غير روسي (خصوصًا الفرنسي). لعبت الشرطة السرية دورًا مهمًا في ضمان الامتثال لمراسيمه. كل ما كان يوحي بالثورة كان ممنوعًا. كان كره بول للثورات قائمًا على رؤيته لرعاياه كالأطفال، الذين يجب مراقبتهم.
أحيانًا بدت أفعاله ضد اليعاقبة هزلية. كان شديد الخوف من اليعاقبة، واعتقد أنه محاط بهم. وفقًا لرواية معاصرة، أبقى بول ممتلكاته في حالة حصار دائم: "كل يوم، لا يُسمع سوى أخبار عن أعمال عنف.

## عكس سياسات كاترين
رفض بول ارتداء التاج الإمبراطوري عند تتويجه لأن كاترين كانت قد ارتدته. تقليديًا، كان الملوك الجدد يقومون بقطع حاد مع سياسات أسلافهم، وهو ما اعتبره بول تصحيحًا لأخطاء كاترين. كما هاجم بول الرموز المادية لفترة حكم كاترين، وترك تسارسكو سيلو (إحدى أماكن إقامتها المفضلة) ينهار في محاولة لتقويض إرثها.
كان حكمه مشابهًا لحكم والدته، لكن الاختلاف كان في الشخصية؛ فبعكس كاترين، كان بول "متقلبًا وغير مستقر؛ وقد انحدر حكمه إلى إساءة المعاملة". قبل وفاة كاترين، كان النفوذ الفرنسي في روسيا قد بدأ بالتراجع؛ حيث فُرضت قيود على حرية التنقل بين البلدين وتصلبت العلاقات الدبلوماسية، على الرغم من أن الثقافة الفرنسية بقيت سائدة. كما وضعت كاترين جميع المواطنين الفرنسيين المقيمين في سانت بطرسبرغ تحت المراقبة.
شهد النبلاء "عصرًا ذهبيًا" في عهد كاترين، لكن بول لم يعجبه ما اعتبره "فسادًا" خلال حكمها وتم سحب المنح الممنوحة للنبلاء. كما شهدت تعيينات الموظفين تغييرات "بوتيرة مذهلة". عمل بول باستمرار على إلغاء سياسات والدته: "بضربة قلم واحدة ألغى سلسلة كاملة من مراسيم كاترين". وقد ألغى سياسات أسلافه بتغييرات كانت جيدة أو سيئة أو محايدة.
كان يُنظر إلى بول على أنه استبدادي، و"شجع على المركزية". وفقًا للمؤرخ هيو راغزديل، في حين كانت كاترين "انتهازية بارعة [...] كان بول نقيضها التام". كانت كاترين تنتهج سياسة الترويس، خصوصًا في دول البلطيق وبولندا؛ لكن بول أعاد لهذه المناطق حقوقها المحلية ونقل بعض مصالح الحكومة الروسية.
يشير أ. كروس إلى أن "بول كان مستعدًا لفعل أشياء كثيرة نكاية بذكرى والدته – لكن إعادة أي قدر من حرية النشر لم يكن واحدًا منها". وعلى الرغم من أن كاترين كانت تُعرف أحيانًا بلقب "العظمى" خلال حياتها، إلا أن هذا اللقب أصبح مقبولًا على نطاق واسع خلال حكم بول "ربما كنوع من الاحتجاج الصامت على جهوده غير المدروسة لتشويه سمعة والدته".

## بروسيا
أُعجب بول بكل ما هو بروسي. ولم يكن هذا الولع مقصورًا عليه؛ إذ إن "الهوس بالبروسية" كان قد اجتاح أوروبا خلال القرن الثامن عشر، وكان له أكبر أثر في روسيا. في اليوم الأول لبول كإمبراطور، وبينما كان يُدخل نظامه العسكري المستوحى من بروسيا، "أصبح البلاط والمدينة بأكملها عسكريين، حتى إننا بالكاد نستطيع إقناع أنفسنا أننا لسنا في بوتسدام بدلًا من بطرسبرغ".
ووفقًا للأدميرال ألكسندر شيشكوف: "كان التغيير كبيرًا لدرجة أنه بدا وكأنه غزو من عدو [...] كان هناك جنود مسلحون في كل مكان". وعلى الرغم من أن وصول بول للعرش لم يتم عن طريق انقلاب عسكري، إلا أنه بدا كذلك نتيجة مسيرته نحو سانت بطرسبرغ مع وحدات غاتشينا. كانت سانت بطرسبرغ إحدى أكثر العواصم الأوروبية حداثة في عهد كاترين؛ أما في عهد ابنها فأصبحت "أشبه بمدينة ألمانية من قبل قرنين".

## الانضمام
"إلهي! منذ اللحظة الأولى لاعتلاء الإمبراطور بول الأول العرش، يا لها من صرامة، ويا لها من وداعة، ويا له من روح عسكرية بدأت تسود في موسكو! من كونهم متكبرين ولا يمكن الاقتراب منهم، أصبح النبلاء متواضعين، إذ كان القانون واحدًا سواء كان المرء نبيلًا أو تاجرًا. أصبح الترف المتفاخر موضع شبهة. وظهر بين عامة الناس نوع من الرهبة والطاعة أمام ما يشبه الروح العسكرية أو الاستبدادية المستنيرة، لأن الصرامة والطاعة امتدتا إلى جميع طبقات الشعب."
-التاجر نيكولاي كوتوف في مذكراته.
وصف المؤرخ الروسي بَاسيل دميتريشن روسيا بعد اعتلاء بول العرش:
"عندما أصبح إمبراطورًا لروسيا في سن الثانية والأربعين، ورث بول إمبراطورية مليئة بالتناقضات الصارخة والتباينات الواضحة. كانت أكبر دولة وأكثرها موارد في العالم، لكن اقتصادها وأنظمة اتصالاتها كانت من بين الأكثر بدائية. كان لديها عدة مدارس جيدة للقلة المميزة، لكن الأمية كانت أسلوب حياة للأغلبية الساحقة. كان لديها طبقة صغيرة من النبلاء المثقفين والمرفهين الذين يعيشون في فيلات فاخرة ويناقشون أحدث الأفكار الأدبية والسياسية في أوروبا الغربية. لكنها كانت تضم أيضًا ملايين الفلاحين، الروس وغير الروس، الخرافيين والأميين والمستغلين، الذين يعيشون في قذارة وفقر مروع. وأخيرًا، كان لديها ملك جديد لطالما رغب بشغف في الحكم، لكنه كان عاجزًا عن إدارة أي دولة، فضلًا عن إمبراطورية معقدة ومتعددة القوميات مثل روسيا."
كان بول واحدًا من أربعة رجال فقط جلسوا على العرش خلال 75 عامًا، وجميعهم "حكموا لفترة وجيزة ودون مجد يُذكر، إن حكموا أصلًا". كان يُستقبل بالهتاف كلما دخل موسكو قبل تتويجه، وكان النبلاء يتطلعون بشكل خاص إلى فترة حكمه. كان الناس البسطاء يتجمعون حوله في الشوارع: "لم يظهر أبدًا خوفه من الناس العاديين [...] وكان يذهب إليهم بلا تردد، حتى وإن شكل ذلك خطرًا شخصيًا كبيرًا عليه، ليستمع إلى شكاواهم". كان هذا "سمة بارزة" في حكمه. كانت الأيام الأولى من حكم بول مميزة: "لم يكن هناك أي تراخٍ من البداية حتى النهاية". وقد جاء في تقرير مجهول إلى اللورد غرينفيل من فيينا في وقت مبكر من حكمه ما نصه: "لا أعتقد أنكم ستحصلون على أي دعم من الإمبراطور... وقبل كل شيء لأنه، بصفته وريثًا للعرش، يميل بطبيعته إلى تبني إجراءات تختلف عن تلك التي اتخذها سلفه".
ظهر أول دليل على نية بول اتباع إرث والده بدلًا من والدته بعد دفنها بفترة قصيرة. بعد أن صلى بجوارها أربع ليالٍ عقب وفاتها، أخذ عائلته إلى كنيسة صغيرة لسماع قداس على روح بطرس الثالث. في يوم تتويجه، في 5 نيسان 1797 (ربما كرد فعل على مخاوفه السابقة من أن يحل ابنه محلّه كوريث لكاترين)، كان أحد أول قراراته الكبرى هو إدخال نظام البكورة في وراثة العرش الإمبراطوري. أعاد دفن والده في تابوت إمبراطوري بجانب كاترين، التي افترض أنها متورطة في الإطاحة به وقتله. فُتح التابوت، وقام أفراد العائلة المالكة بتقبيل ما تبقى من يد بطرس. ووفقًا لمايكل فاركوهار، "وهكذا، بعد أربعة وثلاثين عامًا، اجتمع الزوجان اللذان كانا يكرهان بعضهما في الحياة في الموت". أعقب هذا "الاحتفال المروّع" تتويج بطرس بعد وفاته.
بدأ حكم بول بداية مبشرة، حيث أصدر عفوًا عن حوالي 12,000 سجين سياسي. وقد تلقت الأشهر الأولى من حكمه "آراء متباينة" من المعاصرين؛ إذ تم الثناء على رغبته في إنهاء التجاوزات، لكن عُيبت تقلباته المزاجية، وسوء طباعه، وعقوباته. كان يُشجع رفع العرائض الخاصة للإمبراطور ضد المتفوقين اجتماعيًا، وقد وضع صندوقًا أصفر أمام قصر الشتاء، لا يملك مفتاحه إلا هو، ليجمع منه العرائض. لكن سرعان ما بدأت تُترك فيه الرسوم الساخرة والكاريكاتيرات، فقام بإزالته. سُمح للفلاحين بتقديم العرائض بشكل فردي، لكن مُنعوا من القيام بذلك بشكل جماعي.

## المراسيم

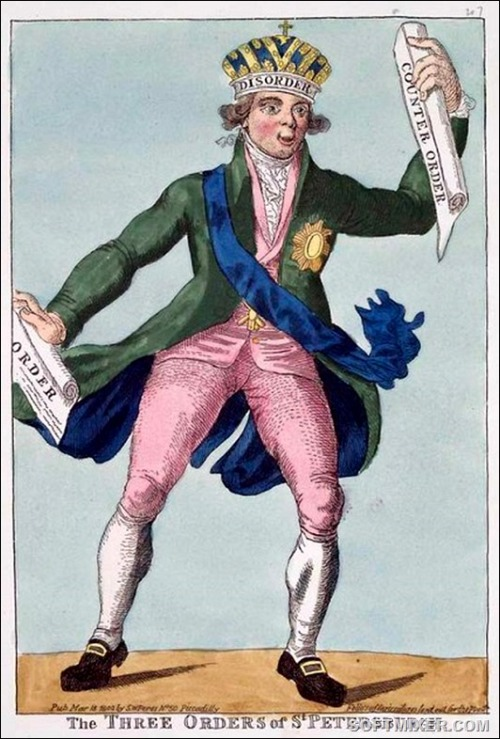
رسم كاريكاتوري من عام 1800 لإسحاق كروكشانك

لم يكن بول يوافق على معظم جوانب مجتمع سانت بطرسبرغ، وما وجده مسيئًا كان ينوي تصحيحه. بدأ حكمه "بشكل شبه فوري بتمزيق مجموعات القوى الرئيسية" في المجتمع الروسي. أغضب بول الليبراليين من خلال فرض الرقابة على أدبهم، والعسكريين بفرض ثقافة عسكرية بروسية، والتجار والطبقات التجارية بتعطيل التجارة عبر سياسته الخارجية، والنبلاء بإهانتهم بتقلب مزاجه. عيّن الجنرال نيكولاي أرخاروف في المنصب المدني حاكمًا عامًا للمدينة، وطبق أرخاروف طوعًا قواعد على طراز غاتشينا. كان أرخاروف مسؤولًا عن التنفيذ الصارم للمراسيم الإمبراطورية، واكتسبت شرطته سمعة بسبب تعاملها غير المقيد، وغالبًا العنيف، وذات الطبيعة العقلية المحدودة مع المخالفين. كحاكم لسانت بطرسبرغ، أصبح معروفًا بلقب "وزير الرعب" لحماسه في تطبيق مراسيم بول.
أصبحت سانت بطرسبرغ حقل ألغام اجتماعي. ازدادت التوترات بسبب السرعة التي صدرت بها اللوائح الجديدة، وكان الناس يخشون مغادرة منازلهم خشية مخالفة قاعدة جديدة غير معروفة. تم اعتقال الآلاف، و"عاش الناس من أعلى إلى أسفل في خوف متزايد من إمبراطور متعسف ومتقلب [...] قيود شرطية مشددة فرضت على المجتمع الروسي، وتضاعفت الاعتقالات التعسفية، وارتفعت حالة انعدام الأمان بين النخبة". كان العقاب الجسدي شائعًا أيضًا؛ حيث حُكم على قائد في الجيش بمئة جلدة بالعصا، وطُبق الجلد على كاهن لامتلاكه كتبًا محظورة، وقُطع لسان ضابط.
كانت آراء بول أيديولوجية؛ إذ كان الكثير يتغير في أوروبا (خاصة ثقافيًا) والذي رآه علامات على الفوضى الاجتماعية والضعف. تعرضت مراسيمه للنقد دوليًا؛ ففي اسكتلندا، قالت مجلة ذا سكوتس: "ربما بهدف منع تقدم الحرية، حاول الإمبراطور كبح توسع الفكر وتدمير مصدر المعرفة في الإمبراطورية". ووفقًا لتاريخ كامبريدج الحديث، "أدركت روسيا بشكل عام بسرعة أسوأ ما تم التنبؤ به عن بول". أصدر بول أكثر من 2000 مرسوم خلال حكمه الذي دام خمس سنوات، و48,000 أمر عام في عام 1797 وحده. أثرت مراسيم بول على الإمبراطورية بأكملها؛ كتب ويتوورث: "امتد الحماس للإصلاح، أو بالأحرى للتغيير، حتى إلى المقاطعات، حيث يجب أن يبدو كل شيء كما في العاصمة بمظهر عسكري الآن". زرعت إصلاحات بول "الارتباك وعدم اليقين والاستفزاز".

## العسكرية
كان بول مهووسًا بزينة الحرب، وكان ممنوعًا على ضباط الجيش تناول الغداء وهم يرتدون قبعاتهم. عندما اعترض المشير ألكسندر سوبروف على معاملة بول للجيش، نُفي إلى أملاكه الخاصة. كانت هذه المعاملة السيئة سببًا حاسمًا في الإطاحة ببول. بالإضافة إلى فرض الزي العسكري على الطراز البروسي، حكم الجيش بقبضة حديدية.
أثناء مشاهدته استعراضًا صباحًا مع الكونت نيكولاي فاسيليفيتش ريبنين، قال بول: "أيها المارشال، هل ترى هذا الحرس المكون من 400 رجل؟ بكلمة واحدة، يمكنني ترقية كل واحد منهم إلى مارشال". طبق بول أيضًا المبادئ التي فرضها في غاتشينا على مجتمع سانت بطرسبرغ، الذي كان يُدرّب كما الجيش. على الرغم من أن كتاب قواعد الجيش وضع حدودًا للسلوك، إلا أن اللوائح المدنية لم تكن كذلك:
"كانت الأوامر تصدر وتُنفذ ساعة بساعة. أحيانًا كانت تُنشر وأحيانًا لا، ولم يكن هناك ملخص شامل للقيود الجذرية على اللباس، على سبيل المثال، حتى أوائل عام 1798. كانت مسؤولية الرعايا متابعة هذه التغييرات، على الرغم من أن حتى المنفذين لم يكونوا على اطلاع كامل. وقد زاد هذا الوضع بلا شك من قلق الناس في حياتهم." 
أُعيد تنظيم الجيش على النمط البروسي، مع زي رسمي بروسي وانضباط "صارم للغاية". كانت الزيّات ضيقة جدًا تمنع الرجال من الجلوس، وتمنعهم من الوقوف بمفردهم إذا سقطوا؛ وقارن مراقب إنجليزي بين هذه الزيّات و"الآلات الخشبية الجامدة" من حرب السنوات السبع. كان الشعر مضفرًا ومثبتًا بمعجون "مزعج" مكون من شمع وشحم ودقيق، والذي كان يصبح ذا رائحة كريهة مع مرور الوقت. اعتبر بول "الضفائر البروسية المشمّعة تعبيرًا عن النظام القديم ضد خصل الحرية الفرنسية المبعثرة". أدخل عناصر غير عملية مثل الأحذية ذات الأبازيم. وفقًا لكوبينزل، استقال أكثر من نصف ضباط الحرس الإمبراطوري من مناصبهم. كانت هذه المراسيم نتاج اعتقاد بول بأن "التراخي في المعايير المتوقعة من الرجل النبيل من شأنه أن يقوض احترام العامة لمن هم أعلى منه مكانة".
"الانتقالات، والتخفيضات في الرتب، واستدعاء الضباط في المناصب المدنية والقصر إلى الخدمة، لم تظهر كإصلاح شامل بل كتمرين في الطغيان. عاش حامية العاصمة تحت نوع من رعب ساحات العرض، وأصبح من الشائع أن يستعرض الضباط وهم يحملون أموالًا نقدية جاهزة تحسبًا لأن يُرسلوا فورًا إلى سيبيريا".
كانت العربات المغلقة تُجهز خلال كل استعراض لنقل أولئك الذين يثيرون استياء بول بسرعة. أبلغ الجنرال ألكسندر سابلوكوف أنه فعل ذلك بنفسه، وأعار أموالًا لزملائه في ثلاث مناسبات: "عندما كنا نحرس، كنا نضع مئات الروبلات في جيوب معاطفنا حتى لا نُترك بلا مال إذا أُرسلنا فجأة بعيدًا". كان بول أحيانًا يضرب الرجال أثناء العرض؛ كان من الممكن نقل فرقة كاملة إلى المقاطعات في لحظة، أو فصلها من الخدمة، أو تخفيض رتب ضباطها إلى جنود مشاة. استمتع بول بدوره كمدرب عسكري، وكانت العقوبات القاسية – مثل الجلد بالكنوت – تُفرض على المخالفين. وعلى العكس من ذلك، قد يُرقي جندي أثناء المراجعة في الحال. وفقًا لسابلوكوف، كانت الخدمة العسكرية الملكية تحت حكم بول "غير سارة للغاية".

### مدني

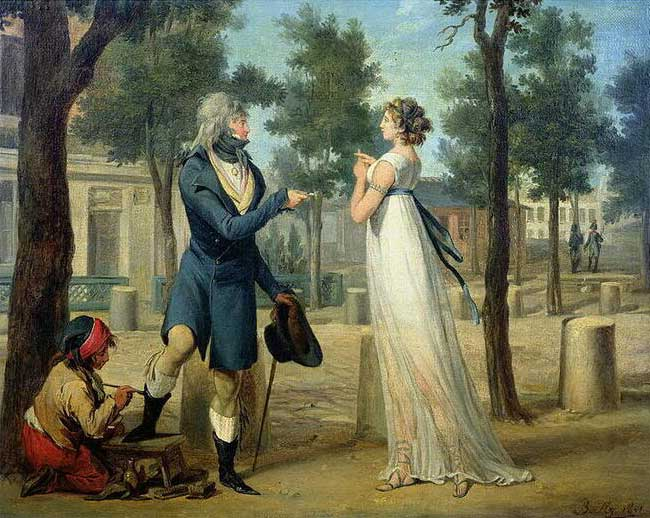
الموضة في عام 1797 في ظل حكومة المديرين الفرنسية ؛ حيث أدان بول القبعة المستديرة وربطة العنق العالية التي يرتديها الرجل في الوسط.

سياسة بول الداخلية كانت غير محبوبة، خصوصًا بين النبلاء الروس. بدأت تغييرات في اللباس منذ وفاة كاترين؛ "تم تفصيل وزرع وارتداء الزي الجديد خلال ساعات قليلة؛ اختفت المعاطف الطويلة أو تحولت إلى أغطية طوارئ بقصها بالمقص، وحتى القبعات المستديرة كانت تُطوى وتُثبت لتصبح قبعة ثلاثية الزوايا". كان أحدث صيحات تسريحات شعر النساء على طريقة "المقصلة"؛ مثل غيرها من صيحات باريس، تم محوها. حارب بول "كامل أناقة الرجال المعاصرة"، واهتز بحبل فرسه تجاه المارة في الشارع.
كانت الهجمات بالمقص على ملابس الناس في الشوارع تذكر بهجمات بطرس الأول على القفطان التقليدي واللحى، لكن الآن كان كل ما يذكر بالزي الفرنسي عوضًا عن الروسي، بما في ذلك المصطلحات المرتبطة (جيله، بنطال)، موضع شك. حظر بول بعض الكتب والموسيقى والسفر للخارج، تمامًا كما فعلت كاترين بعد عام 1793 ردًا على الإرهاب الفرنسي، لكن الحاجة إلى مثل هذه العقوبات بدت غير مقنعة الآن، وكذلك إدخال العديد من قواعد الآداب التي استهدفت النبلاء الذين بدأوا يتمتعون تحت حكم كاترين بدرجة من الأمان. مطالب مثل وجوب أن تحني السيدات أجسادهن أمام الإمبراطور في الشارع وتسحب ملابسهن في الوحل بدت مهينة. بالنسبة للرجال، كان حزام الخصر الخطأ أو خطوة خارج المكان تؤدي إلى ضرب مهين أو نفي.

#### الانبطاح
كان من أكثر المراسيم غير المحبوبة، التي صدرت في أواخر عام 1800، ما يتعلق بكيفية التصرف عند مصادفة عربة الإمبراطور في الشارع. بغض النظر عن العمر أو الجنس أو الطبقة أو وسيلة النقل، كان على الجميع النزول فورًا. كانت الشرطة معنية بشكل خاص بتطبيق هذا المرسوم. كان على الرجال أن ينحنيوا بعمق إذا مر بول بجانبهم في الشارع، وأن يظلوا منحنيين حتى يمر. وكان على السيدات أن ينبطحن على الأرض، بغض النظر عن حالة الطرق التي يجب أن يركعن عليها.
تعلّم الناس الأماكن التي من المحتمل أن يسافر إليها بول أو عائلته، وتجنبوا تلك الشوارع إن أمكن لتفادي الانبطاح العلني المطلوب قانونًا. وبول وبّخ مربية كانت تدفع عربة طفل لعدم إزالة قبعة الشمس الخاصة بالطفل، فأزالها هو بنفسه. "غارقًا في البذخ والظروف الرسمية للسلطة"، طالب بول نبلائه بالانبطاح أمامه. كان الذين يُرصدون وهم يرتدون القبعات المستديرة المحظورة تطاردهم الشرطة، وإذا قُبض عليهم قد يتعرضون للضرب بالعصا.
تم تخصيص ثلاثمئة ضابط شرطة لإنفاذ مراسيم الإمبراطور الاجتماعية. كانت الملابس تُمزق أمام أصحابها، وتُصادر الأحذية في الشارع.
وللراغبون في إقامة حفلات أو اجتماعات اجتماعية أخرى – بما في ذلك الأعراس والجنازات – كان عليهم اتباع تشريعات مفصلة، بما في ذلك الحصول على إذن من الشرطة المحلية. كان ضابط شرطة يحضر التجمع لضمان "الولاء واللياقة والرزانة". وكان على الخياطين وصانعي القبعات وصانعي الأحذية وغيرهم من الباعثين للملابس التقدم بطلب إلى المسؤول عن الإمدادات في غاتشينا للحصول على تعليمات حول الأساليب المسموح لهم بصنعها.

## الأزياء الفرنسية
ناقشت الباحثة لين هنت أزياء فرنسا الثورية ووصفت زي "الجمهوري الحقيقي" بأنه "سراويل ضيقة من قماش فاخر، وأحذية تصل للكاحل، ومعاطف صباحية وقبعات مستديرة". عارض بول ما رآه "انحطاطًا فرنسيًا". كل ما حظره كان يوحي بفرنسا الثورية: الملابس (القبعات المستديرة، المعاطف الطويلة، الياقات العالية)، اللغة (حظر الاستخدام العلني لكلمات مثل "المجتمع"، "المواطن" و"الثورة") أو الثقافة (حُظرت الموسيقى والأدب الأوروبي)، بغض النظر عن جدارتها العلمية أو الفكرية.
كما حُظر ذكر عصر التنوير، لأن بول اعتقد أنه أدى إلى الثورة. خضعت الصحافة لرقابة مشددة، رغم أن كاترين كانت قد فرضت الرقابة أيضًا. كان بول أكثر حيوية في جهوده، وقراراته "أغلقت أي محاولات للتحرر الأدبي". شملت الكتب المحظورة تعليمات كاترين، وهي سلسلة من التأملات القانونية والفلسفية بناءً على كتاب مثل مونتسكيو، سيزار بيكاريا وويليام بلاكستون. استهدفت الكتب القادمة من فرنسا لأنها مؤرخة حسب التقويم الثوري الفرنسي. كان بائعي الكتب تحت مراقبة الشرطة.
كانت السترات ذات أهمية خاصة لبول. قالت دوروثيا ليفين لاحقًا: "الإمبراطور زعم أن السترات هي التي تسببت في الثورة الفرنسية بأكملها بطريقة ما". اقتصر اللباس على الألوان الصلبة. كان يجب إعادة طلاء المباني باللونين الأبيض والأسود، مع تعليمات خاصة لتزيين الأبواب. خلقت مثل هذه الأوامر "جوًا مجنونًا" في سانت بطرسبرغ خلال حكم بول.
كان الكاتب والمعلق فيليب فيجيل في كييف عندما أُعلنت مراسيم الملابس للإمبراطور، ولاحظ أبعادها السياسية:
"شد انتباهي في كييف—الأزياء الجديدة. في حالة من الجنون، يعاقب بول الملابس لا الأحجار، كما قال جوكوفسكي عن نابليون. حارب بول القبعات المستديرة، المعاطف الطويلة، السترات، البنطلونات، الأحذية والأحذية العالية ذات الأصفاد. حظر ارتدائها وأمر باستبدالها بالقلنسوات ذات الصدر الواحد ذات الياقة القائمة، القبعات الثلاثية الزوايا، الكاميسولات، السراويل القصيرة والأحذية العسكرية."
في عام 1797، أصدر بول مرسومًا بحظر بعض قطع الملابس (القبعات المستديرة، الأحذية العالية، السراويل والأحذية المخططة) وفرض أخرى مثل القبعات الثلاثية، ذيول الشعر المبرودة، الأحذية ذات الأبازيم والسراويل. كان ارتداء الأحذية ذات الأطراف المربعة والواقيات الساقية مفروضًا، وكان يُجبر الرجال على قفل السترات وغيرها من الملابس "المشؤومة" في صناديقهم حتى وفاة بول.
حُظرت أي صيحات جديدة وعصرية، بما في ذلك السراويل، المعاطف الطويلة، القبعات المستديرة، الأحذية العالية، الأحذية المخططة، الياقات المنخفضة، الذيول، السترات والأحذية. قصّت المقصات ذيول المعاطف "الثورية". كان هذا هجومًا خاصًا على النبلاء، و"لم يكن هناك شيء أكثر بغيضًا" بالنسبة لهم.
فرض بول "اللباس الوحيد المسموح به قانونيًا"، وقد وُصفت هجماته القضائية بأنها "نوبات طغيان تعسفية"؛ كانت هذه الملابس مسموحة خلال حكم كاترين. قُصّت الياقات المطوية، ومُزقت السترات. صودرت القبعات، وكان مرتدوها يُستجوبون في أقرب مركز شرطة. ربما كانت حملته ضد القبعات والربطات تعبيرًا عن رغبته في الانضباط والامتثال في لباس المدنيين، كما فرض على الجيش.
نظم بول سلوك المواطنين، وحجم العربات وعدد الخيول التي تجرها حسب حالة المالك. اهتم بسُمك الشوارب، وتسريح الشعر الممسوح إلى الوراء من الجبهة، وعمق تحيات النساء، وزاوية ارتداء القبعات. حُظرت الباروكات، الأشرطة الملونة الزاهية، التجاعيد الكبيرة في الشعر، ولحى الوجنتين. رأى بول أن القبعات المستديرة والأحذية المخططة هي لباس الطبقات الدنيا. حُظرت القبعات المستديرة، الياقات العالية، والأوشحة الملونة. لم تُقبل الأعذار، وكانت العقوبات قاسية.
جنّد بول الشرطة السرية التي كانت تجوب الشوارع بحثًا عن الرجال ذوي القبعات المستديرة، حيث كانت تُنتزع القبعات من رؤوسهم وتحرق. كانت مقبولة فقط إذا كان مرتديها يرتدي الزي التقليدي. قُصت الشُقوق الواسعة على السترات في الشارع. بحلول نهاية عام 1796، كان بول هو الشخص الوحيد في روسيا الذي يتمتع بالحريات القانونية. وضع الشرطة فوق القانون؛ فرضوا أوامره بحماسة، وحرسوا المواطنين من "التأثيرات الخبيثة".
حُظر الرقص الفالس باعتباره فسقًا، إلا أمامه؛ كان على الراقصين في حضوره التأكد من أن "كل وضعية تعبر عن غريزة الطاعة للإمبراطور".

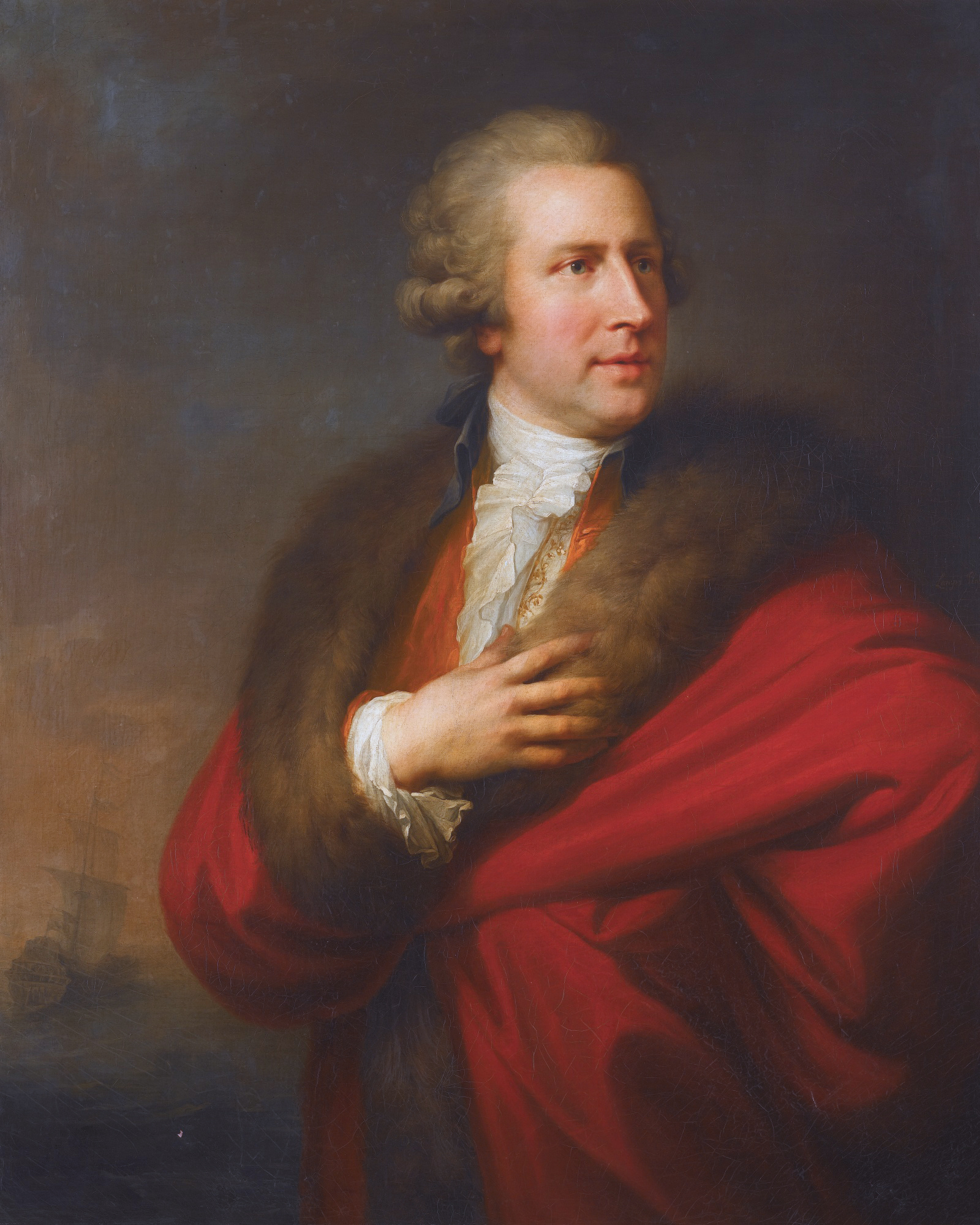
صورة تشارلز وايتورث، سفير روسيا الإمبراطورية

تم قمع الأدب والمسرح الذي اعتُبر متأثرًا بالمفكرين الفرنسيين. حُظر الأدب المحلي؛ وعلى الرغم من أن الماسونيين كانوا هيئة شرعية (ازدهروا في عهد بول)، إلا أن منشوراتهم مُنعت. حُظرت ثلاثة عشر كلمة، واستُبدلت بعض المصطلحات الفرنسية بمصطلحات بروسيّة؛ أُزيلت بعض الكلمات دون استبدالها. ربما لم يكن بول على اطلاع دائم بما حُظر منهم. من الكلمات المحظورة: أوتيشيفستو (الوطن)، غرازدانين، وأوبشستفو.
كان بول مدفوعًا جزئيًا بشعبية الأزياء الفرنسية خلال عهد كاترين. وُجهت إصلاحاته للنبلاء الذين شجعتهم كاترين على تقليد أزياء فرنسا في فرساي. كانت الموضة في فرنسا الديركتوار رد فعل على الملابس الكئيبة والمتساوية التي فرضها على الشعب حكم اليعاقبة. ومع رد فعل التيرميدوريان عاد ارتداء الملابس المزخرفة، خاصة السترات الملونة والربطات التي تغطي الذقن.
كان السير، حتى بسيارات الترويكاس، بطيئًا. قال الدبلوماسي البولندي آدم جيرزي تشارتوريسكي إن الحفلات والرقصات أمام الزوجين الإمبراطوريين كانت مناسبات "يُخاطر فيها المرء بفقدان حريته"، إذ كان الجواسيس في القصر يبلغون الإمبراطور أو زوجته بأي شيء قد يُعتبر إهانة لهما.
حدث التحول الثقافي في ليلة وضحاها تقريبًا. حسب تشارتوريسكي، "لم يحدث قط تغيير مفاجئ وكامل مثل تغيير الأحوال عند تولي بول العرش. في أقل من يوم، تغيّرت الأزياء، والطباع، والوظائف، كل شيء". كتب السيرة الذاتية إ. م. ألميدينغن أن "أقل من أسبوعين بعد وفاة الإمبراطورة، سُدل ستار رمادي كثيف على ما كان يُعرف بـ'فينيسيا الشمال' ذات الأجواء البهيجة".
وصف الدبلوماسي الروسي يوري غولوفكين سانت بطرسبرغ في عهد بول بأنها سجن يُدار من قصر الشتاء، "لا يجوز المرور أمامه، حتى في غياب الحاكم، دون خلع القبعة؛ ولا يمكن الاقتراب منه دون إظهار تصاريح الشرطة سبع مرات". كان الأجانب، الذين كانوا معفيين رسميًا من هذا التعامل، يعاملون بالمثل، لأن الشرطة لم تسأل الذين توقفت عندهم؛ تعرّض ابن أخ السفير البريطاني تشارلز ويتورث لمعاملة قاسية مثل الروس، فغير ويتورث غطاء رأسه لتجنب المعاملة المشابهة.

## السياسة الخارجية
كانت الشؤون الداخلية هي الأولوية لمعظم فترة حكم بول، وحتى عام 1797، كانت السياسة الخارجية المبكرة تظهر علامات النضج، إذ استدعى القوات الاستكشافية من فارس وأفرج عن أسرى بولنديين. قلب بول سياسة كاترين تجاه الجنوب بإهمال المناطق التي استولت عليها من الإمبراطورية العثمانية، وعارض معاملة الفلاحين الهاربين إلى نوفوروسيا كمستعمرين بدلًا من كونهم هاربين. أصدر مرسومًا تعسفيًا بحظر تجارة الأخشاب مع بريطانيا. لم يكن مسموحًا للمواد المحظورة بالدخول أو الخروج من روسيا. شجع سلوك بول المراقبين الأجانب على الاعتقاد بأن روسيا ستغرق في الظلام مجددًا.
شعر بول بالإهانة لعدم دعوته إلى مؤتمر راستات عام 1797 - الذي كان "يعيد رسم خريطة ألمانيا دون استشارته" - وأكدت مصادرة فرنسا لمالطا سياسته المعادية لفرنسا. سُمح للزوار الفرنسيين بدخول روسيا فقط بجواز سفر صادر عن آل بوربون، وليس عن الحكومة الثورية الفرنسية، "مما يدل على أنه لن يكون مصدرًا للدعاية الثورية". مع ذلك، رحب بول بالمهاجرين الفرنسيين ومنح لويس السادس عشر معاشًا وأملاكًا.
ظهرت مخاوف من أن سياسته الخارجية أصبحت متقلبة، وكان الغزو المخطط له للهند يُعتبر "خطيرًا وحتى أحمق". عندما سمع ابنه بالخطة، قال إن والده "أعلن الحرب على العقل السليم". بحسب جيمس جيني، أدى رفض بول السريع لبريطانيا كحليف ضد نابليون إلى جعل النبلاء يشككون في عقله. تنوعت الآراء بين معاصري بول بين اعتبارِه أحمقًا وبطلًا، "مخدوعًا". حسب مورييل أتكين، كانت سياسة بول الخارجية أكثر براغماتية من سياساته الأخرى أو سياسة ابنه. كتب الباحث الروسي بوريس نولدي أن بول كان مبادرًا في توسيع الأراضي الروسية، لكنه غير قادر على أساس سياساته على التحليل.

## السنوات الأخيرة

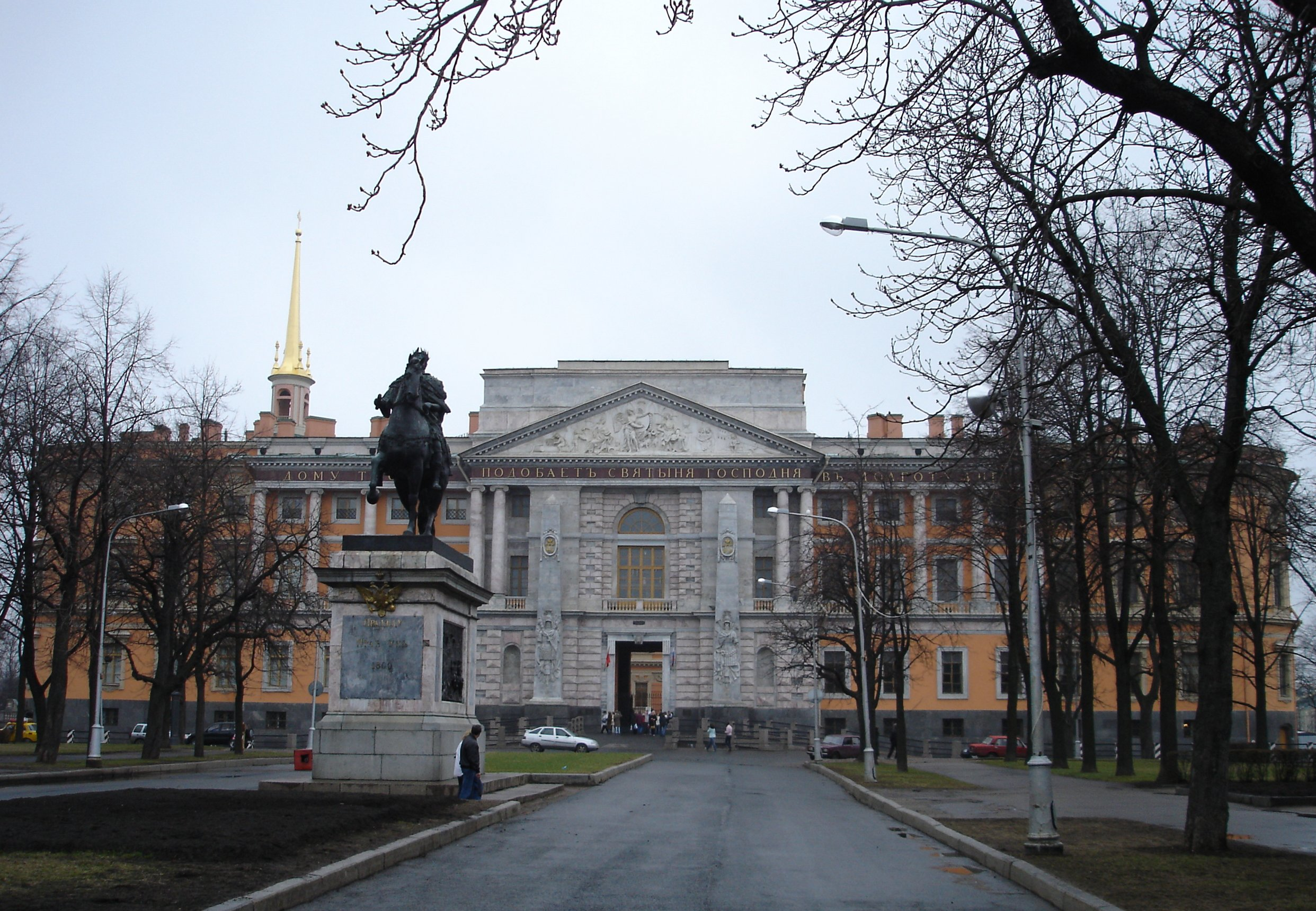
قلعة القديس ميخائيل ، حيث قُتل بول بعد ثلاثة أسابيع من انتقاله إليها

ازدادت نوبات بول العنيفة خلال السنة الأخيرة من حكمه، وبدا أنه توقف عن أخذ نصائح وزرائه؛ "الجميع من حوله في حيرة مما يفعلونه. حتى كوتايسوف أصبح شديد القلق". تدهورت حالته العقلية في الأشهر الأخيرة من حياته، كما يظهر في نيته غزو الهند وإخباره لرؤساء الدول الأوروبية بضرورة خوض معارك فردية لحل الحروب النابليونية. تحدى بول الحكام الأوروبيين الآخرين في أوائل عام 1801 للقيام بمبارزات فردية، قائلاً إنه ينبغي أن "يكونوا مصحوبين كخيالة وحكام ومبشرين من قبل وزرائهم الأكثر استنارة وقادتهم الأكثر كفاءة، مثل السادة توغوت، بيت، وبرنستورف، وهو يقترح أن يكون مصحوبًا بالجنرالات بالين وكوتوزوف".
في ذلك الوقت، اشتكى من "طنين" في أذنيه. لم تُعفَ عائلته ومقربوه من سلوكه المتقلب؛ فقد عانى حلاقه (الذي أصبح الآن كونتًا). وكان ابنه قسطنطين وزوجته مسموحًا لهما فقط بالتحدث مع بعضهما البعض في الفراش ليلاً.
في عام 1800، أبلغ ويتورث لندن أن بول "لم يعد في قواه العقلية". أخبر غرينفيل أنه كان يشك في ذلك لبعض الوقت، ولكن "منذ اعتلائه العرش، زاد اضطرابه تدريجيًا، والآن يظهر بطريقة تقلق الجميع". أصبح بول تحت تأثير طبيبه جيمس وايلي بشكل متزايد، الذي "كان على اتصال مستمر وقريب مع بول ... وأدرك مدى عدم استقرار عقل القيصر".
تحولت سياسات بول من سياسية إلى مرضية، وأصبحت أكثر تحكمًا بتقلباته المزاجية بدلاً من التحليل. خوفًا من سهولة وصول القتلة إلى قصر الشتاء (وكان أعداؤه داخل القصر بالفعل)، أمر ببناء قلعة جديدة خارج المدينة في عام 1798. قلعة القديس ميخائيل، المحاطة بجسور متحركة وخنادق وأعمال ترابية، كانت تحتوي أيضًا على عدد من الممرات السرية تحت الأرض للهروب. اكتملت القلعة في عام 1801، وانتقل بول مع عائلته إليها في فبراير.
تدهور سلوكه في ذلك الوقت؛ وأعرب طبيب آخر له، جون روجرسون، عن قلقه بشأن صحة الإمبراطور: "السحابة تتكاثف، وتزداد عدم اتساق حركاته وتصبح أكثر وضوحًا يومًا بعد يوم". قالت زوجة بول، ماريا فيودوروفنا، "لا يوجد أحد لا يلاحظ يوميًا اضطراب قدراته". كان سلوك بول غير المتوقع وسياساته الناتجة سببًا مباشرًا في المؤامرة التي أُطيح بها لصالح ابنه ألكسندر، وقد تكون سياسته الخارجية قد أقنعت ألكسندر بالسماح بالإطاحة به.

## الاغتيال
أساء بول إلى مصالح هامة عديدة، وبإذن من ألكسندر، دبر أعضاء من النبلاء مؤامرة لإزالته. حدثت الإطاحة في مساء 23 مارس 1801، حيث قُتل بول أثناء اشتباك. نُسبت وفاته إلى السكتة الدماغية، وهو أمر معقول نظرًا لـ"نوبات الغضب الشديدة" التي كان يشتهر بها.
لم يكن النبلاء غالبًا يتحدثون (أو يتصرفون) ككتلة واحدة، مما منعهم من تقديم مقاومة موحدة. يشير اغتيال بول إلى وجود حدود غير معلنة لا يجب أن يتجاوزها القيصر دون موافقة النبلاء. كتب ليفين أن ادعاء بول بأن لا أحد نبيل في روسيا سوى من يتحدث إليه ساهم في سقوطه، إلى جانب سياسته الخارجية وهجومه على النبلاء.

## تولي ألكسندر الأول
بعد اغتيال بول وتولي ألكسندر الأول، أُلغيت مراسيم بول. لم تُذرف "دموع" في جنازته، و"ابتهج الناس حقًا" بفرصة ارتداء القبعات المستديرة، والربطات، والمعاطف المقصوصة. في مذكراتها، وصفت الكونتيسة فارفارا غولوفينا ضابط هوسار يصرخ ويركب حصانه صعودًا ونزولًا على الرصيف: "الآن يمكننا فعل ما نشاء! هذه كانت فكرتهم عن الحرية!"
شهد النبلاء والبرجوازية احتفالات عفوية. ومع ذلك، يبدو أن بول كان محبوبًا بين العامة، و"قيل إن عدد الشموع التي أُضيئت على قبر بول كان أكثر من أي قيصر آخر". قال دبلوماسي نمساوي في سانت بطرسبرغ في ذلك الوقت إن "الفرحة العامة بتغيير النظام، والتي كانت بارزة في العواصم وبين النبلاء العسكريين والخدميين، كانت ... رد الفعل الطبيعي على وفاة أي حاكم روسي".
بدأت وسائل الإعلام الروسية بسرعة في الترويج للأزياء الفرنسية والإنجليزية والألمانية وغيرها من الأزياء الأوروبية السائدة آنذاك، والتي كانت تتغير أسبوعيًا. أطلق ألكسندر سراح آلاف الأشخاص الذين سُجنوا أو نُفوا إلى سيبيريا بسبب بول، وأعاد فتح مطابع الصحف، واستأنف السفر والتفاعل الثقافي مع الخارج، وقلل من الرقابة.

## الأحداث اللاحقة
لم تعد كلمات "السترة" و"الفرَاك" و"البنطلون" تدخل قاموس الأكاديمية الروسية لعقود. في روايته الشعرية عام 1833، يذكر الشاعر ألكسندر بوشكين غربة بعض الكلمات حتى في ذلك الحين:
("لكن البنطلون، الفراك، السترة
لا توجد مثل هذه الكلمات في الروسية").
أميرة الإمبراطورة ألكسندرا فيودوروفنا، زوجة نيكولاس الثاني، قالت لزوجها (الذي كان يواجه استياءً في الدوما عام 1916) إنه في التعامل مع أعدائه يجب أن يكون أكثر مثل "بيتر الأكبر، إيفان الرهيب، الإمبراطور بول — سحقهم تحت قدميه".

## الشخصية
ظهرت علامات جنون الارتياب لدى بول عندما كان شابًا، وخصوصًا تجاه والدته. قال المؤرخ هنري ترويات إنه عندما وجد قطعًا صغيرة من الزجاج في طعامه، هرع بول الصغير يصرخ إلى شقة كاترين واتهمها بمحاولة قتله.
أبلغ المراسل الفرنسي بيرنجر أن بول شكك علنًا ومرارًا في وفاة والده، وأظهر "دليلًا على ميول خطيرة وشريرة".
كانت "هواجس بول الغريبة" السبب المباشر لانخراط روسيا في الحروب ضد فرنسا الثورية التي بدأتها كاترين.
كان العبء النفسي لعلمه بعدم اليقين في نسبه الأبوي وقتل والده مجتمعة تجعله "سريع الغضب، متهور، غير ثابت المزاج، وعموماً متوتر بشدة".
وصف بأنه "شخص غريب عصبي ومشتبه. كان عنيدًا، سريع الغضب، لا يمكن التنبؤ به، مطلق السلطة، ومُستاءً".
"الخوف والارتياب جعلاه متقلب المزاج، غير معقول إطلاقًا وغير متوقع". يعزو راكسديل ذلك إلى تربية بول، التي جعلته يشعر "بأهمية استثنائية وأمن استثنائي".

## الآراء والتأريخ

### الرأي المعاصر
على الرغم من الاتفاق العام على أن بول كان "بدرجات متفاوتة من الوضوح" غير سليم عقليًا، هناك "تيار من الشك" بأن ذلك قد تم تأثيره بشكل مصطنع من قِبل عدد قليل من المعاصرين وذكرياتهم (التي ينبغي للمؤرخين تجنبها).
توجد مصادر معاصرة أفضل من المذكرات، منها كتابات المقربين من بول (كمعلميه)، وسجلات ظهوره العلني، وتقارير دبلوماسية أجنبية. تعتبر التقارير والملخصات الدبلوماسية مصادر مفيدة.
توجد شكاوى كافية في المصادر المعاصرة للاستنتاج أن الناس كانوا يكرهون ما كان يفعله بول، لكنه تجاهل تلك الشكاوى.
كتب ألكسندر:
"لا يُسمح بالاحتجاج حتى يُلحق الضرر بالفعل. باختصار، للحديث بصراحة، سعادة الدولة لا تُحسب في إدارة الأمور. هناك سلطة مطلقة واحدة تفعل كل شيء بلا معنى أو منطق. سيكون من المستحيل حصر كل الأمور المجنونة التي أُنجزت... بلدي المسكين في حالة لا توصف: الفلاحون يعانون، التجارة معوقة، والحرية والرفاهية الشخصية باتت معدومة. هذه هي صورة روسيا."
كما أن زوجة ألكسندر، إليزابيث أليكسييفنا، لم تكن تحب بول. قالت لأمها إنه "حقير"، و"هو قال ذلك بنفسه. ورغبته تتحقق عمومًا، فهو مخوف ومكروه".
ألقت المارشال الأعظم لبول، فيودور روستوبشين، اللوم على مستشاري بول بدلًا من الإمبراطور. كتب روستوبشين لاحقًا أنه "محيط بأشخاص بحيث أن أكثرهم صدقًا يستحق الإعدام دون محاكمة"، وأن بول "يدمر نفسه ويدبر وسائل لجعل نفسه مكروهًا".
قد تكون حالة بول العقلية سمحت لقتلة بول بإقناع أنفسهم بأنهم يعملون لمصلحة روسيا وليس لأنفسهم، إذا رأوا مصالح البلاد "مهددة من قبل قيصر مجنون".

## التأريخ
كان طاغية صغيرًا، ينفجر غضبه بشدة بشكل منتظم، وكانت "الميزة البارزة" في سياسته هي عكس سياسة والدته حيثما استطاع. كان لبول "موهبة غير سعيدة في جعل حتى أذكى تحركاته تبدو غير مدروسة".
كانت مشكلته مع الجيش تتركز على التفاصيل السطحية بدلًا من إعادة التنظيم الشاملة، وهو ما أطلق عليه المعاصرون اسم "روح جاتشينا":
"العروض والمناورات، الزي الرسمي والمعدات، الجوائز والعقوبات، باختصار تفاصيل حياة الجيش الدقيقة، مع إهمال متوافق لقضايا أثقل وزنًا من المحتمل أن تحسم الحرب: الروح المعنوية، التدريب المهني [و] التقدم التقني".
لم تكن تغييرات بول ثورية أو مفروضة بسرعة، لكن سياساته لُخصت بأنها "عدم استقرار وتقلّب". كان حكمه "مصدر إحراج" لخلفائه.
بعض المقربين منه، مثل الكونت باهلين، ربما تلاعبوا ببول وبالأحداث من حوله ليخلقوا انطباعًا بسلوك غريب يمهد بطريقة خفية الطريق للانقلاب النهائي؛ ومع ذلك، "حتى لو لم يكن بول الوحش الذي وصفه خصومه، فمن المشكوك فيه أن يستحق النبرة المديحية التي تميز بعض الكتابات الحديثة".
يقول المؤرخ ديفيد ر. ستون إن أوامر بول بشأن القبعات المستديرة والكرافات، على سبيل المثال، كانت "أمرًا صغيرًا يرمز إلى قصور أكبر".
من المحتمل أن بول كان يعتقد أن سياساته، التي كرهها من وُجهت إليهم، كانت تحسن سعادة الناس؛ ومع ذلك، "لا يمكن إنكار أن الرجل كان غريب الأطوار وأن تصرفه كان متهورًا بشكل جذري".
يقول المؤرخ جون دبليو سترونغ إن بول كان تقليديًا "يتمتع بالتمييز المثير للجدل كونه أسوأ قيصر في تاريخ أسرة رومانوف"، ويخلص إلى أن مثل هذه "التعميمات [...] لم تعد مرضية".
ووصف أناتول ج. مازور بول بأنه "واحد من أكثر الشخصيات تلوينًا" في سلالته.
كان المؤرخون الروس ينتقدون بول بسبب غرائبه، ووصفه إ. أ. فيدوسوف بأنه "طاغية مجنون [هدد] بتشويه فكرة المطلقية نفسها".
ومع ذلك، لم يكن بول أكثر مطلقية مما كانت عليه كاترين، و"كان لابد من التوصل إلى توافق على شروطها".
كان حكم بول درسًا عمليًا، بغض النظر عن نواياه الحسنة، في الحاجة إلى الأمن والهدوء بدلًا من الحكومة التعسفية.
أظهرت حملة بول ضد إرث والدته مخاطر الاستبداد في أيدي غير مسؤولة، وأدركت النبلاء أن "السلطة الاستبدادية يمكنها تدمير الامتيازات كما تمنحها".
كان بول "طاغية صغير ساخر"، وجعلته قسوته "الطريفة" شخصية كاريكاتورية.
وعلى الرغم من أن سياسته الداخلية قد تكون كانت عقلانية في نواياها، إلا أن تنفيذها كان غير عقلاني.
وصف الأستاذ برنارد باريس بول بأنه "في جوهره طاغية"، وقالت المؤرخة ليندسي هيوز إن حكمه كان يتناقض بشدة مع سلفه "المسترخي".

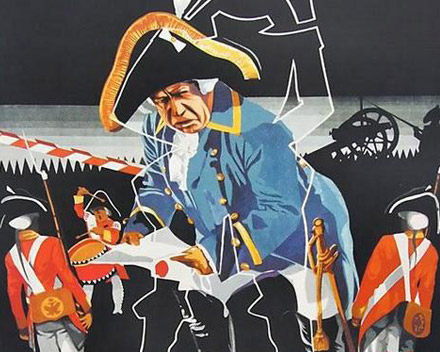
ملصق لفيلم الملازم كيجي عام 1934

ماكغرو، مثل روستوبتشين، كتب أن بول خذل من قبل مرؤوسيه الذين كانوا "إما فاسدين أو غير أكفاء"؛ ووصف القيصر بأنه "مُنضبط ضيق الأفق قد يأمر لكنه لا يستطيع القيادة". يُجسد حكمه أهمية الفرد في التاريخ بسهولة وسرعة تفكيك بول لكثير من أعمال كاترين. كتب مارك ريف أن حكم بول يُظهر خطر عدم مؤسسات البيروقراطية، مما يجعلها عرضة لأسلوب حكم شخصي جدًا مثل أسلوبه. حكمه "مثير للجدل ومحط نزاع"؛ وأشار كوبينزل إلى أنه رغم أن الإمبراطور كان يتمتع بالقدرة والنوايا الحسنة، فإن شخصيته المتقلبة وقلة خبرته جعلت منه غير فعال. وصف المؤرخ فالتر كيرشنر إصلاحات بول بأنها "تعسفية وعديمة الجدوى"، ولاحظ ري عدم اتساقها الداخلي.
أما أمثلة أخرى لبول الغريبة التي نجت فقد قبلها المؤرخون على أنها تحمل جزءًا من الحقيقة. الملازم كيجي، وهو شخصية خيالية في قوائم التجنيد العسكري (نتيجة خطأ كتابي)، رُقي إلى رتبة جنرال، ومات، وتم تخفيض رتبته، دون أن يراه القيصر قط. شخص حي كُتب أنه لم يكن موجودًا. وعندما سمع بول عن وفاة كيجي التي لم تكن حقيقية، قال "إنه لأمر مؤسف، فقد كان ضابطًا جيدًا". هذه "الحياة الواقعية لملازم خيالي" وصفها لأول مرة معجم فْلاديمير دال الذي سمعها من والده.

## الجوانب الإيجابية
بدأت إعادة النظر مع تاريخ م. ف. كلوكوف عام 1913 لحكم بول، حيث كتب أن المذكرات والقصص المعاصرة كانت متحيزة أو غير موثوقة؛ ووفقًا لكلوكوف، ينبغي النظر إلى بول كحاكم مطلق مستنير في عمله الإداري. كتبت مورييل أتكين أنه "إذا لم يدعُ أحد بعد أن بول كان رجلًا حكيمًا وكفؤًا استثنائيًا، فإن بعض المؤرخين على الأقل أظهروا أنه لم يكن أحمقًا ولا مجنونًا كما كان يريد أن يعتقد مؤيدو كاترين وألكسندر".
شهد حكم كاترين زيادة دراماتيكية في الإنفاق الحكومي والديون، مع تضخم مفرط وتراجع في إيرادات الضرائب. قد يكون بلاطها لامعًا على السطح، لكن
بول، متجاهلًا البريق، ركز على ما رآه خطأً وكيفية تصحيحه ... أن يكون هناك مسؤولون يتحملون المسؤولية، ولكن كان من الضروري أيضًا تأسيس مؤسسات، والعلاقات بين هذه المؤسسات، لتعزيز الانضباط والسيطرة.
كان لدى بول غريزة إصلاحية، تجلت في أوامره ضد العبودية، لكن قدرته على تنفيذها نشأت من سمات شخصيته وعداوته تجاه كاترين. لم تُقبل ميوله الإصلاحية على نطاق واسع، لكن "استنتاجات ماكغرو لا تبدو غير معقولة"؛ فلم يعان اليهود خلال حكمه كما عانوا سابقًا. رغم قصر مدة حكمه، كان مسؤولًا عن ابتكارات إدارية مهمة وغالبًا تقدمية. شهد أواخر القرن العشرين، لا سيما من قبل المؤرخين السوفييت، نوعًا من إعادة تأهيل لحكم بول. لكن سياسته "لم تنبع من إدراكه أن النظام القائم غير عادل وغير كافٍ، بقدر ما كانت نتيجة عدائه لوالدته وحقده على مساعديها". تجنب بول السياسات التقدمية إذا بدت مشابهة جدًا لسياسات والدته.
أصبح التاج صاحب عمل كبير؛ إذ تطلب تنفيذ أوامر بول زيادة كبيرة في عدد الموظفين، وكان يدفع لهم جيدًا. رغم أن كاترين وبول كانا كريمان في الهدايا الشخصية لأنصارهما، إلا أن بول كان أكثر سخاءً "فكان يصرف ملايين الروبلات حرفيًا في الرواتب والمعاشات ومنح الأراضي" لمئات موظفي الحكومة. قال ويتورث إن ليبرالية بول في المال خففت كراهية الناس لسياساته الاجتماعية، واستمراره في تلك السياسات مع الحفاظ على دعم المواطنين بشّر بمستقبل جيد.
الكثير من الأشياء التي هاجمها بول — مثل التراخي في جمع الضرائب والكسل في الخدمة المدنية — كانت بحاجة إلى إصلاح؛ كما بسّط بعض جوانب الحكومة المحلية وأنشأ مدارس للطب. "لا شك أن نهج بول الخشن كان له نجاحاته، لكن كانت هناك أيضًا جرعة من العبث". تنظيم بول لسرعة ترويكا في سانت بطرسبرغ أفاد المشاة. حاول إعادة الانضباط إلى الجيش الروسي (الذي انحدر في السنوات الأخيرة من حكم والدته)، بالإضافة إلى مركزية كلية الحرب. رغم أن تعامله مع ضباط الجيش كان قاسياً، كان محبوبًا من الجنود العاديين لاستعداده معاملة ضباطهم بعدل وبلا محاباة، وكان "يهتم حقًا" بمصيرهم. كان أقل شهرة (أو محبة) من كاترين، لكنه ذهب أبعد منها في زيادة حقوق العبيد. كان بول محبوبًا في الريف، حيث كان ملاك الأراضي يحترمون إمبراطورًا يضرب بيد من حديد على المسؤولين المحليين الفاسدين.
كتب ماكغرو أن "الكثير مما قصد بول فعله [...] كان له جانب يستحق الإشادة". أعاد تفعيل مجلس الشيوخ الحاكم، الذي كان مهجورًا ومصابًا بالغياب المتكرر، إلى محكمة استئناف فعالة قضت في 12,000 قضية خلال السنة الأولى من حكمه.
أصبحت بعض جوانب حكم بول أسطورية، وقصة ترقي بول لجندي ليراقب مزلجته هي قصة مختلقة. مثل هذه المبالغات "تُظهر ثروة الأساطير التي عرقلت لفترة طويلة البحث التاريخي الجاد" في حكم بول. مع حكم والدته وابنه الأكبر، وصف سايمون م. ديكسون حكم بول بأنه "المفتاح الوحيد لفهم التاريخ الروسي الحديث".
يقول الباحث جورج فيرنادسكي إن "نوبات بول الاستبدادية" طغت وأبعدت عن الأفكار الأصلية التي بدأ بها حكمه. كانت إدارته أول محاولة جدية للحد من العبودية، حيث منع العمل لأكثر من ثلاثة أيام في نفس العقار؛ في بعض المناطق، مثل أوكرانيا، حيث كان العبيد يعملون يومين فقط، تسبب هذا في ارتباك وربما زيادة عبء العمل على العبيد. ربما كان بول غير مستقر نفسيًا في ذلك الوقت؛ رغم نيته تحسين وضع العبيد بشكل عام، فقد سهل على التجار شراؤهم للصناعة. فرض على كل قرية تركيب مخزن للحبوب لتوفير المؤن للعبيد لمواجهة الشتاء القاسي. كان بول أول قيصر "لأجيال عديدة" يصدر تشريعات لصالح العبيد، وأصبح هذا نموذجًا لخلفائه؛ بعد حكمه، "بينما ساعد جميع الحكام السابقين بول في تكثيف عبودية العبيد، بذل كل من جاء بعده جهودًا جدية" لمساعدتهم. منع العبيد من العمل في عقارات النبلاء أيام الأحد، وفرض ضريبة جديدة على تلك العقارات. كثيرًا ما تم تجاهل أوامره ضد العبودية، لكنها "ثبتت كنقطة تحول" في علاقات العبيد بأسيادهم؛ ومع ذلك، كان ذلك أقل بدافع الإصلاح الاجتماعي وأكثر كرد فعل ضد الامتيازات التي منحتها والدته لأصحابها.

## الصحة العقلية

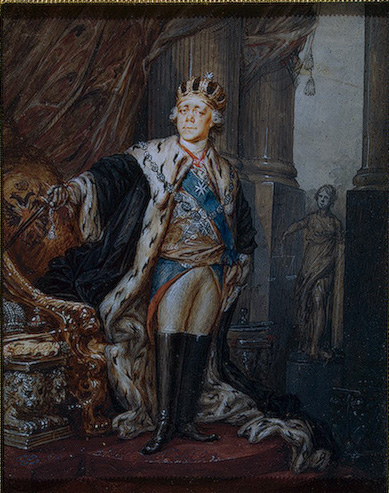
بول يرتدي تاج السيد الأعظم لمنظمة مالطا

بدأت التكهنات حول الحالة العقلية لبول مع وفاته؛ "يمكن العثور على آراء كثيرة تفيد بأنه كان، إن لم يكن مصابًا بالجنون فعليًا، فكان على الأقل يعاني من اضطرابات نفسية خطيرة". ومن "هذا البُعد، من المستحيل بالطبع تقديم تشخيص لمشاكل بول بأي يقين"، لكن إزديل وصفها بأنها اضطراب هوس قهري شديد.
ومع ذلك، فإن الجنون له معنى قانوني وطبي محدد، لا سيما في المحكمة الجنائية. قبل أن تُفهم اضطرابات الوسواس القهري والحالات المشابهة، اقترح البعض أن الصرع قد يكون سبب عدم استقراره. ربما كان بول مجنونًا، لكن "كان هناك منهج في جنونه" في تأكيده على المطلقية التاجية الإمبراطورية التي استمر بها وخُصّص لها خلفاؤه.
وصفه الأستاذ البارون ميشيل ألكسندروفيتش دي توبا بأنه حاكم غامض قادر على التصرف بغرابة (في إشارة إلى ادعائه عام 1798 بأنه السيد الأعظم لفرسان مالطا).
على الرغم من أن حكمه اتسم بـ"بعض الاندفاعات التشنجية الملحوظة"، فإن كلوكوف ينفي أن يكون بول مجنونًا؛ ومع ذلك، أهان بول العديد من الجماعات ذات المصالح، فكان اتهام الجنون شائعًا.
يوافق إزديل على أن بول قد يكون مصابًا باضطراب الوسواس القهري، لكن ستون يرى أن "تشخيص الاضطرابات العقلية لشخصيات تاريخية هو أمر خطير".
كان من مصلحة الملكيين الروس في القرن التاسع عشر التأكيد على عدم استقرار بول النفسي لتبرير تولي ألكسندر الحكم، ولعائلة رومانوف ككل.
قد يفسر عدم الاستقرار بعض جوانب شخصيته مثل الجمود، الكبح، الضمير المفرط، وعدم القدرة على الاسترخاء.
وفقًا لماكنزي وكوران، ربما كان بول يعاني من الذهان.
كتب الباحث الروسي إيفار سبكتور أن بول، نتيجة لتربيته، كان "مكسورًا جسديًا وعقليًا إلى حد أن العديد من معاصريه، وكذلك المؤرخين اللاحقين، اعتقدوا أنه كان مجنونًا".
قال دوق إن لبول مشاكل نفسية "جعلته مجنونًا وفقًا لبعض المحللين". ونتيجة لذلك، "كان هناك بعض الأبحاث المثيرة حول تركيبته النفسية"؛ وخلصت دراسة في. هـ. تشيخ عام 1907 إلى أن بول لم يكن مريضًا عقليًا.
وافق ماكجرو على أنه كان غير كفء سياسيًا وطاغية، وليس مجنونًا.
قال أتكين إن غزو بول للهند، الذي استُخدم كمثال على سوء حكمه، يجب أن يُنظر إليه بشكل مختلف: "قضية حالته العقلية، مع ذلك، يجب أن تُقرر بناءً على أدلة أخرى. الافتراض بأن طموحاته الهندية كانت مجنونة يخبرنا أكثر عن المعيار المزدوج".
على الأقل رأى معاصر واحد، البارون أندريه لوفوفيتش نيكولاي، أن المشكلة لم تكن بول نفسه مريضًا عقليًا "بل كانت حكومته لا تطاق".
كتب راغسديل أن سلوك بول يشير إلى عدة حالات نفسية معروفة في القرن الحادي والعشرين (مثل جنون الارتياب، واضطراب الوسواس القهري، والعصاب الهستيري، والفصام)، لكن لا شيء منها بشكل حاسم.
وفقًا لفهم الزمن، لو كان مجنونًا لكان قد تلقى نفس المعاملة الإنسانية النسبية التي تلقاها أقاربه البعيدون والحكام الأوروبيون مثل جورج الثالث، ماريا الأولى من البرتغال، وكريستيان السابع من الدنمارك.
وفقًا للباحث أولي فيلدبايك، "في الأعمال التي تناولت بول الأول، عبر المؤلفون—أحيانًا ضمنيًا، ولكن غالبًا صراحةً—عن آرائهم حول ما إذا كان بول غير مستقر نفسيًا أم لا، وما إذا كانت أفعاله غير عقلانية أم عقلانية. ربما كان بول غير مستقر نفسيًا، وربما لم يكن. وربما كان يظهر علامات عدم استقرار نفسي فقط خلال الفترة الأخيرة من حكمه."

## ملحوظات
1. ↑  She notes that Napoleon harboured a similar ambition, seen in him as positive and not insanity.[83]

### فهرس
- Alexander، J. T. (1989). Catherine the Great: Life and Legend. Oxford: Oxford University Press. ISBN:978-0-19505-236-7.
- Alexander، J. T. (1990). "Favourites, Favouritism and Female Rule in Russia, 1725-1796". في Bartlett، R.؛ Hartley، J. M. (المحررون). Russia in the Age of the Enlightenment: Essays for Isabel de Madariaga. New York: Palgrave Macmillan. ص. 106–125. ISBN:978-1-34920-897-5.
- Almedingen، E. M. (1959). So Dark a Stream: A Study of the Emperor Paul I of Russia, 1754-1801. London: Hutchinson. OCLC:1151242274.
- Atkin، M. (1979). "The Pragmatic Diplomacy of Paul I: Russia's Relations with Asia, 1796-1801". Slavic Review. ج. 38 ع. 1: 60–74. DOI:10.2307/2497227. JSTOR:2497227. OCLC:842408749. S2CID:163828150.
- Bartlett، R. (2005). A History of Russia. Basingstoke: Palgrave Macmillan. ISBN:978-0-33363-264-2.
- Berger، J. J. (2004). "Alexander I". في Millar، J. R. (المحرر). Encyclopedia of Russian history. Encyclopedia of Russian History. New York: Thomson Gale. ج. 1 & 2. ص. 31–35. ISBN:978-0-02865-907-7. اطلع عليه بتاريخ 2025-07-18.
- Blanning، T. C. W. (1986). The Origins of the French Revolutionary Wars. Harlow: Longman. ISBN:978-1-31787-232-0.
- Blum، J. (1961). Lord and Peasant in Russia: From the Ninth to the Nineteenth Century. Princeton, New Jersey: Princeton University Press. OCLC:729158848.
- Borrero، M. (2004). Russia: A Reference Guide from the Renaissance to the Present. New York: Infobase. ISBN:978-0-8160-7475-4.
- Binder، P. (1958). The Peacock's Tail. London: Harrap. OCLC:940665639.
- Burgess، M. A. S. (1977). "The Age of Classism (1700–1820)". في Auty، A.؛ Obolensky، D. (المحررون). An Introduction to Russian Language and Literature. Companion to Russian Studies. Cambridge: Cambridge University Press. ج. II. ص. 111–129. ISBN:978-0-521-28039-6.
- Bryant، J. E. (1953). Genius and Epilepsy. Concord, Massachusetts: Ye Old Depot Press. OCLC:500045838.
- Campbell، K. L. (2012). Western Civilization: A Global and Comparative Approach. London: Routledge. ج. II: Since 1600. ISBN:978-1-3174-5230-0.
- Clarkson، J. D. (1961). A History of Russia. New York: Random House. OCLC:855267029.
- Cross، A. (1973). "The Russian Literary Scene in the Reign of Paul I". Canadian-American Slavic Studies. ج. VII: 2951. OCLC:768181470.
- de Taube، M. A. (1930). "Le Tsar Paul Ier et l'Ordre de Malte en Russie". Revue d'Histoire Moderne. ج. 5 ع. 27: 161–177. DOI:10.3406/rhmc.1930.3606. OCLC:714104860.
- Dixon (2001). Catherine the Great. Harlow: Pearson. ISBN:978-1-86197-777-9.
- Dmytryshyn، B. (1974). Modernization of Russia under Peter I and Catherine II. New York: Wiley. ISBN:978-0-47121-635-3.
- Dmytryshyn، B. (1977). A History of Russia. Englewood Cliffs, New Jersey: Prentice-Hall. ISBN:978-0-13-392134-2.
- Doyle، W. (2002). The Oxford History of the French Revolution (ط. 2nd). Oxford: Oxford University Press. ISBN:978-0-19285-221-2.
- Dukes، P. (1967). Catherine the Great and the Russian Nobility: A Study Based on the Materials of the Legislative Commission of 1767. Cambridge: Cambridge University Press. OCLC:890360843.
- Dukes، P. (1982). The Making of Russian Absolutism 1613-1801. London: Longman. ISBN:978-0-58248-685-0.
- Dukes، P. (1998). A History of Russia: Medieval, Modern, Contemporary, c. 882-1996. New York: Palgrave Macmillan. ISBN:978-0-8223-2096-8.
- Esdaile، C. J. (2019). The Wars of the French Revolution: 1792–1801. Abingdon: Routledge. ISBN:978-1-35117-452-7.
- Farquhar، M. (2014). Secret Lives of the Tsars: Three Centuries of Autocracy, Debauchery, Betrayal, Murder, and Madness from Romanov Russia. New York: Random House. ISBN:978-0-8129-8578-8.
- Feldbæk، Ole (1982). "The Foreign Policy of Tsar Paul I, 1800 - 1801: An Interpretation". Jahrbücher für Geschichte Osteuropas. New. ج. 30: 16–36. OCLC:360145111.
- Forster، R. (1970). Preconditions of Revolution in Early Modern Europe. Baltimore, Maryland: دار نشر جامعة جونز هوبكينز. ISBN:978-0-80181-176-0.
- Gareth-Jones، W. (1998). CraigE. (المحرر). Routledge Encyclopedia of Philosophy. London: Routledge. ج. III. OCLC:919344189.
- Green، J.؛ Karolides، N. J. (1990). Encyclopedia of Censorship. New York, New York: Infobase Publishing. ISBN:978-1-4381-1001-1.
- Greenleaf، M.؛ Moeller-Sally، S. (1998). "Introduction". في Greenleaf، M.؛ Moeller-Sally، S. (المحررون). Russian Subjects: Empire, Nation, and the Culture of the Golden Age. Evanston, Illinois: Northwestern University Press. ص. 1–20. ISBN:978-0-81011-525-5.
- Grey، I. (1970). The Romanovs: The Rise and fall of a Dynasty. New York: Doubleday. ISBN:978-1-61230-954-5.
- Hartley، J. M. (2006). "Provincial and Local Government". في Lieven، D. (المحرر). The Cambridge History of Russia. Cambridge: Cambridge University Press. ج. II: Imperial Russia, 1689–1917. ص. 449–468. ISBN:978-0-521-81529-1.
- Hasler، J. (1971). The Making of Russia: From Prehistory to Modern Times. New York: Delacorte Press. OCLC:903446890.
- Hickey، M. C. (2011). Competing Voices from the Russian Revolution. Santa Barbara, California: Greenwood. ISBN:978-0-31338-523-0.
- Hughes، L. (2008). The Romanovs: Ruling Russia, 1613-1917. London: Hambledon Continuum. ISBN:978-1-84725-213-5.
- Hunt، L. (2004). Politics, Culture, and Class in the French Revolution (ط. 20th anniversary). Oakland, California: University of California Press. ISBN:978-0-52005-204-8.
- Ivleva، V. (2009). "A Vest Reinvested in "The Gift"". The Russian Review. ج. 68 ع. 2: 283–301. DOI:10.1111/j.1467-9434.2009.00525.x. OCLC:781900401.
- Jones، R. E. (1973). The Emancipation of the Russian Nobility, 1762-1785. Princeton, New Jersey: Princeton University Press. ISBN:978-1-4008-7214-5.
- Jones، R. E. (1984). "Opposition to War and Expansion in Late Eighteenth Century Russia". Jahrbücher für Geschichte Osteuropas. New. ج. 32: 34–51. OCLC:605404061.
- Kamenskii، A. (1997). The Russian Empire in the Eighteenth Century: Tradition and Modernization: Tradition and Modernization. ترجمة: Griffiths، D. London: Routledge. ISBN:978-1-31745-470-0.
- Keep، J. L. H. (1973). "Paul I and the Militarization of Government". Canadian-American Slavic Studies. ج. VII: 114. OCLC:768181470.
- Kenney، J. J. (1977). "Lord Whitworth and the Conspiracy Against Tsar Paul I: The New Evidence of the Kent Archive". Slavic Review. ج. 36 ع. 2: 205–219. DOI:10.2307/2495036. JSTOR:2495036. OCLC:842408749. S2CID:159967220.
- Kenney، J. J. (1979). "The Politics of Assassination". في Ragsdale، H. (المحرر). Paul I: A Reassessment of His Life and Reign. Pittsburgh: University of Pittsburgh Press. ص. 125–145. ISBN:978-0-82298-598-3.
- Kirchner، W. (1963). A History of Russia (ط. 3rd). New York, New York: Barnes & Noble. OCLC:247613865.
- Kluchevsky، V. O. (1931). A History of Russia. ترجمة: Hogarth، C. J. (ط. 2nd). London: J. M. Dent. ج. V. OCLC:813700714.
- Lachmann، R.؛ Pettus، M. (2011). "Alexander Pushkin's Novel in Verse, Eugene Onegin, and Its Legacy in the Work of Vladimir Nabokov". Pushkin Review. ج. 14: 1–33. DOI:10.1353/pnr.2011.0006. OCLC:780486393. S2CID:163123935.
- Lee، D. A. (2002). Masterworks of 20th-century Music: The Modern Repertory of the Symphony Orchestra. Abingdon: Routledge. ISBN:978-0-41593-846-4.
- Leonard، C. S. (1993). Reform and Regicide: The Reign of Peter III of Russia. Bloomington, Indiana: Indiana University Press. ISBN:978-0-25311-280-4.
- Lieven، D. (1991). Russia's Rulers Under the Old Regime. New Haven, Connecticut: Yale University Press. ISBN:978-0-30004-937-4.
- Lieven، D. (2006). "The Elites". في Lieven، D. (المحرر). The Cambridge History of Russia. Cambridge: Cambridge University Press. ج. II: Imperial Russia, 1689–1917. ص. 227–244. ISBN:978-0-521-81529-1.
- Loewenson، L. (1950). "The Death of Paul I (1801) and the Memoirs of Count Bennigsen". The Slavonic and East European Review. ج. 29: 212–232. OCLC:793945659.
- MacKenzie، D.؛ Curran، G. (1993). A History of Russia, the Soviet Union, and Beyond (ط. 4th). Belmont, California: Wadsworth. ISBN:978-0-53417-970-0.
- MacMillan، D. S. (1973). "Paul's Retributive Measures of 1800 Against Britain: The. Final Turning-Point in British Commercial Attitudes towards Russia". Canadian-American Slavic Studies. ج. VII: 68–77. DOI:10.1163/221023973X00353. OCLC:768181470.
- Mandelbaum، M. (1988). The Fate of Nations: The Search for National Security in the Nineteenth and Twentieth Centuries. Cambridge: Cambridge University Press. ISBN:978-0-52135-790-6.
- Martin، A. M. (2006). "Russia and the Legacy of 1812". في Lieven، D. (المحرر). The Cambridge History of Russia. Cambridge: Cambridge University Press. ج. II: Imperial Russia, 1689–1917. ص. 145–164. ISBN:978-0-521-81529-1.
- Mazour، A. G. (1960). The Romanovs: The Rise and Fall of a Dynasty. Princeton, New Jersey: Van Nostrand. OCLC:405622.
- McGrew، R. E. (1970). "A Political Portrait of Paul I from the Austrian and English Diplomatic Archives". Jahrbücher für Geschichte Osteuropas. ج. 18: 503–529. OCLC:360145111.
- McGrew، R. E. (1992). Paul I of Russia: 1754-1801. Oxford: Oxford University Press. ISBN:978-0-19822-567-6.
- McGrigor (2010). The Tsars' Doctor: The Life and Times of Sir James Wylie. Edinburgh: Birlinn. ISBN:978-1-84158-881-0.
- Mespoulet، M. (2004). "French Influence in Russia". في Millar، J. R. (المحرر). Encyclopedia of Russian history. Encyclopedia of Russian History. New York: Thomson Gale. ج. 1 & 2. ص. 552–523. ISBN:978-0-02865-907-7. اطلع عليه بتاريخ 2025-07-18.
- Miles، J. (2018). St Petersburg: Three Centuries of Murderous Desire. London: Random House. ISBN:978-1-47353-588-6.
- Miliukov، P. N.؛ Eisenmann، L.؛ Seignobos، C. (1968). History of Russia. ترجمة: Markmann، C. L. New York: Funk & Wagnalls. OCLC:680052333.
- Montefiore، S. S. (2016). The Romanovs: 1613-1918. London: Orion. ISBN:978-1-4746-0027-9.
- Nolde، B. E. (1952). La Formation de l'Empire Russe. Paris: Institut d'Études Slaves. ج. II. OCLC:1068166315.
- Northrup، C. (2003). "Catherine the Great". في Page، M. E.؛ Sonnenburg، P. M. (المحررون). Colonialism: An International, Social, Cultural, and Political Encyclopedia. Santa Barbara, California: ABC-CLIO. ج. I: A–M. ص. 104–105. ISBN:978-1-57607-335-3.
- Pares، B. (1947). A History of Russia (ط. New, rev.). London: Jonathan Cape. OCLC:10253953.
- Robbins، R. G. (1987). The Tsar's Viceroys: Russian Provincial Governors in the Last Years of the Empire. Ithaca, New York: Cornell University Press. ISBN:978-1-50174-309-2.
- Raeff، M. (1972). Catherine the Great: A Profile. Basingstoke: Palgrave Macmillan. ISBN:978-1-34901-467-5.
- Raeff، M. (1976). "Imperial Russia: Peter I to Nicholas I". في Auty، A.؛ Obolensky، D. (المحررون). An Introduction to Russian History. Companion to Russian Studies. Cambridge: Cambridge University Press. ج. I. ص. 121–208. ISBN:978-0-52120-893-2.
- Ragsdale، H. (1973). "Was Paul Bonaparte's Fool?: The Evidence of the Danish and Swedish Archives". Canadian-American Slavic Studies. ج. VII: 52–67. DOI:10.1163/221023973X00344. OCLC:768181470.
- Ragsdale، H. (1979a). "The Mental Condition of Paul". في Ragsdale، H. (المحرر). Paul I: A Reassessment of His Life and Reign. Pittsburgh: University of Pittsburgh Press. ص. 17–30. ISBN:978-0-82298-598-3.
- Ragsdale، H. (1979b). "Conclusion". في Ragsdale، H. (المحرر). Paul I: A Reassessment of His Life and Reign. Pittsburgh: University of Pittsburgh Press. ص. 171–178. ISBN:978-0-82298-598-3.
- Ragsdale، H. (1983). "Russia, Prussia, and Europe in the Policy of Paul I". Jahrbücher für Geschichte Osteuropas. ج. 31: 81–118. OCLC:360145111.
- Ragsdale، H. (1988). Tsar Paul and the Question of Madness: An Essay in History and Psychology. Westport., Connecticut: Greenwood Press. ج. 13. ص. Contributions to the Study of World History. ISBN:978-0-31326-608-9.
- Ragsdale، H. (2006). "Russian Foreign Policy, 1725–1815". في Lieven، D. (المحرر). The Cambridge History of Russia. Cambridge: Cambridge University Press. ج. II: Imperial Russia, 1689–1917. ص. 504–529. ISBN:978-0-521-81529-1.
- Ransel، D. L. (1979). "An Ambivalent Legacy: the Education of Grand Duke Paul". في Ragsdale، H. (المحرر). Paul I: A Reassessment of His Life and Reign. Pittsburgh: University of Pittsburgh Press. ص. 115. ISBN:978-0-82298-598-3.
- Rey، M-P (2004). "Paul I". في Millar، J. R. (المحرر). Encyclopedia of Russian history. Encyclopedia of Russian History. New York: Thomson Gale. ج. 1 & 2. ص. 1148–1150. ISBN:978-0-02865-907-7. اطلع عليه بتاريخ 2025-07-18.
- Rey، M-P (2011). "Alexandre Ier, Napoléon et les Relations Franco-Russes". Pasado y Memoria: Revista de Historia Contemporánea. ج. 10 ع. 10: 73–97. DOI:10.14198/PASADO2011.10.04. hdl:10045/24258. OCLC:436789971.
- Riasanovsky، N. V. (1963). A History of Russia. Oxford: Oxford University Press. OCLC:931168469.
- Riha، T. (1969). Readings in Russian Civilization: Russia before Peter the Great, 900-1700 (ط. 2nd rev.). Chicago: University of Chicago Press. OCLC:796972071.
- Serman، I. (1990). "Russian National Consciousness and its Development in the Eighteenth Century". في Bartlett، R.؛ Hartley (المحررون). Russia in the Age of the Enlightenment: Essays for Isabel de Madariaga. New York: Palgrave Macmillan. ص. 40–56. ISBN:978-1-34920-897-5.
- Spector، I. (1965). An Introduction to Russian History and Culture (ط. 4th). Princeton, New Jersey: Van Nostrand. OCLC:1058026937.
- Stone، D. R. (2006). A Military History of Russia: From Ivan the Terrible to the War in Chechnya. Westport, Connecticut: Greenwood. ISBN:978-0-27598-502-8.
- Strong، J. W. (1965). "Russia's Plans for an Invasion of India in 1801". Canadian Slavonic Papers. ج. 7: 114–126. DOI:10.1080/00085006.1965.11417895. OCLC:898820708.
- Thomson، G. S. (1961). Catherine the Great and the Expansion of Russia (ط. 5th). London: English Universities Press. OCLC:9981594.
- Troyat، H. (1986). Alexander of Russia: Napoleon's Conqueror. New York: Kampmann. ISBN:978-0-88064-059-6.
- Vernadsky، G. (1946). A History of Russia. New Haven, Connecticut: Yale University Press. OCLC:1071250073.
- Volkov، S. (1995). St. Petersburg: A Cultural History. ترجمة: Bouis، A. W. New York: Simon & Schuster. ISBN:978-0-02874-052-2.
- Vyvyan، J. M. K. (1975). "Russia, 1789–1825". في Crawley، C. W. (المحرر). War and Peace in an Age of Upheaval, 1793–1830. The New Cambridge Modern History (ط. repr.). Cambridge: Cambridge University Press. ج. IX. ص. 495–512. OCLC:971193498.
- Walker، T. A. (1906). "The Armed Neutrality, 1780–1801: I". في Ward، A. W.؛ Prothero، G. W.؛ Leathes، S. (المحررون). The Cambridge Modern History. Cambridge: Cambridge University Press. ج. IX: Napoleon. ص. 34–50. OCLC:923235209.
- Waliszewski، K. (1913). Paul the First of Russia: The Son of Catherine the Great. London: W. Heinemann. OCLC:1890694.
- Wortman، R. S. (2006). Scenarios of Power: Myth and Ceremony in Russian Monarchy from Peter the Great to the Abdication of Nicholas II - New Abridged One-Volume Edition. Princeton, New Jersey: Princeton University Press. ISBN:978-1-40084-969-7.
- Wortman، R. (2013). Russian Monarchy: Representation and Rule. Brighton, Massachusetts: Academic Studies Press. ISBN:978-1-61811-258-3.
- Wren، M. C. (1968). The Course of Russian History (ط. 3rd). New York: Macmillan. OCLC:1078859074.